# 1997
| [ Edytuj tabelę ]                                                  | |
| Prezydent Polski                                                   | - 1995 Aleksander Kwaśniewski 2005 |
| Premier Polski                                                     | - 1996 Włodzimierz Cimoszewicz 1997 - 1997 Jerzy Buzek 2001                                                                              |
| Prezydent Abchazji                                                 | - 1994 Władisław Ardzinba 2005 |
| Premier Abchazji                                                   | - 1995 Gennadi Gagulia 1997 - 1997 Siergiej Bagapsz 1999                                                                                 |
| Prezydent Afganistanu                                              | - 1996 Mohammad Omar 2001 |
| Premier Afganistanu                                                | - 1996 Mohammad Rabbani 2001 |
| Prezydent Albanii                                                  | - 1992 Sali Berisha 1997 - 1997 Rexhep Mejdani 2002                                                                                      |
| Premier Albanii                                                    | - 1992 Aleksandër Meksi 1997 - 1997 Bashkim Fino 1997 - 1997 Fatos Nano 1998                                                             |
| Prezydent Algierii                                                 | - 1994 Liamine Zéroual 1999 |
| Premier Algierii                                                   | - 1995 Ahmad Ujahja 1998 |
| Współksiążęta Andory                                               | - 1971 Joan Martí i Alanís 2003 - 1995 Jacques Chirac 2007                                                                               |
| Premier Andory                                                     | - 1994 Marc Forné Molné 2005 |
| Prezydent Angoli                                                   | - 1979 José Eduardo dos Santos 2017 |
| Premier Angoli                                                     | - 1996 Fernando José de Franca Dias van Dúnem 1999                                                                                       |
| Premier Antigui i Barbudy                                          | - 1994 Lester Bird 2004 |
| Król Arabii Saudyjskiej                                            | - 1982 Fahd ibn Abd al-Aziz Al Su’ud 2005                                                                                                |
| Prezydent Argentyny                                                | - 1989 Carlos Saúl Menem 1999 |
| Prezydent Armenii                                                  | - 1991 Lewon Ter-Petrosjan 1998 |
| Premier Armenii                                                    | - 1996 Armen Sarkisjan 1997 - 1997 Robert Koczarian 1998                                                                                 |
| Prezydent Autonomii Palestyńskiej                                  | - 1996 Jasir Arafat 2004 |
| Premier Australii                                                  | - 1996 John Howard 2007 |
| Prezydent Austrii                                                  | - 1992 Thomas Klestil 2004 |
| Kanclerz Austrii                                                   | - 1986 Franz Vranitzky 1997 - 1997 Viktor Klima 2000                                                                                     |
| Prezydent Azerbejdżanu                                             | - 1993 Heydər Əliyev 2003 |
| Premier Azerbejdżanu                                               | - 1996 Artur Rasizadə 2003 |
| Premier Bahamów                                                    | - 1992 Hubert Ingraham 2002 |
| Emir Bahrajnu                                                      | - 1971 Isa ibn Salman Al Chalifa 1999 |
| Premier Bahrajnu                                                   | - 1970 Chalifa ibn Salman Al Chalifa 2020                                                                                                |
| Prezydent Bangladeszu                                              | - 1996 Shahabuddin Ahmed 2001 |
| Premier Bangladeszu                                                | - 1996 Sheikh Hasina 2001 |
| Premier Barbadosu                                                  | - 1994 Owen Arthur 2008 |
| Król Belgów                                                        | - 1993 Albert II 2013 |
| Premier Belgii                                                     | - 1992 Jean-Luc Dehaene 1999 |
| Premier Belize                                                     | - 1993 Manuel Esquivel 1998 |
| Prezydent Beninu                                                   | - 1996 Mathieu Kérékou 2006 |
| Król Bhutanu                                                       | - 1972 Jigme Singye Wangchuck 2006 |
| Premier Bhutanu                                                    | - 1964 urząd zniesiony 1998 |
| Prezydent Białorusi                                                | - 1994 Alaksandr Łukaszenka |
| Premier Białorusi                                                  | - 1996 Siarhiej Linh 2000 |
| Prezydent Boliwii                                                  | - 1993 Gonzalo Sánchez de Lozada 1997 - 1997 Hugo Banzer Suárez 2001                                                                     |
| Przewodniczący Prezydium Bośni i Hercegowiny                       | - 1996 Alija Izetbegović 1998 |
| Premier Bośni i Hercegowiny                                        | - 1996 Hasan Muratović 1997 - 1997 Haris Silajdžić Boro Bosić 1999                                                                       |
| Prezydent Botswany                                                 | - 1980 Quett Masire 1998 |
| Prezydent Brazylii                                                 | - 1992 Fernando Henrique Cardoso 2003 |
| Sułtan Brunei                                                      | - 1967 Hassanal Bolkiah |
| Prezydent Bułgarii                                                 | - 1990 Żelu Żelew 1997 - 1997 Petyr Stojanow 2002                                                                                        |
| Premier Bułgarii                                                   | - 1995 Żan Widenow 1997 - 1997 Stefan Sofijanski 1997 - 1997 Iwan Kostow 2001                                                            |
| Prezydent Burkiny Faso                                             | - 1987 Blaise Compaoré 2014 |
| Premier Burkiny Faso                                               | - 1996 Kadré Désiré Ouédraogo 2000 |
| Prezydent Burundi                                                  | - 1996 Pierre Buyoya 2003 |
| Premier Burundi                                                    | - 1996 Pascal-Firmin Ndimira 1998 |
| Prezydent Chile                                                    | - 1994 Eduardo Frei 2000 |
| Przewodniczący ChRL                                                | - 1993 Jiang Zemin 2003 |
| Premier Chin                                                       | - 1987 Li Peng 1998 |
| Prezydent Chorwacji                                                | - 1991 Franjo Tuđman 1999 |
| Premier Chorwacji                                                  | - 1995 Zlatko Mateša 2000 |
| Prezydent Cypru                                                    | - 1993 Glafkos Kliridis 2003 |
| Prezydent Cypru Północnego                                         | - 1983 Rauf Denktaş 2005 |
| Prezydent Czadu                                                    | - 1990 Idriss Déby 2021 |
| Premier Czadu                                                      | - 1995 Koibla Djimasta 1997 - 1997 Nassour Guelendouksia Ouaido 1999                                                                     |
| Prezydent Czech                                                    | - 1993 Václav Havel 2003 |
| Premier Czech                                                      | - 1993 Václav Klaus 1997 - 1997 Josef Tošovský 1998                                                                                      |
| Król Danii                                                         | - 1972 Małgorzata II 2024 |
| Premier Danii                                                      | - 1993 Poul Nyrup Rasmussen 2001 |
| Prezydent DR Konga                                                 | - 1997 Laurent-Désiré Kabila 2001 |
| Dalajlama                                                          | - 1940 Tenzin Gjaco |
| Prezydent Dominikany                                               | - 1996 Leonel Fernández 2000 |
| Prezydent Dominiki                                                 | - 1993 Crispin Sorhaindo 1998 |
| Premier Dominiki                                                   | - 1995 Edison James 2000 |
| Prezydent Dżibuti                                                  | - 1977 Hasan Guled Aptidon 1999 |
| Premier Dżibuti                                                    | - 1978 Barkat Gourad Hamadou 2001 |
| Prezydent Egiptu                                                   | - 1981 Husni Mubarak 2011 |
| Premier Egiptu                                                     | - 1996 Kamal al-Dżanzuri 1999 |
| Prezydent Ekwadoru                                                 | - 1996 Abdalá Bucaram Ortiz 1997 - 1997 Fabián Alarcón 1998                                                                              |
| Prezydent Erytrei                                                  | - 1993 Isajas Afewerki |
| Prezydent Estonii                                                  | - 1992 Lennart Meri 2001 |
| Premier Estonii                                                    | - 1995 Tiit Vähi 1997 - 1997 Mart Siimann 1999                                                                                           |
| Prezydent Etiopii                                                  | - 1995 Negasso Gidada 2001 |
| Premier Etiopii                                                    | - 1995 Meles Zenawi 2012 |
| Przew. Komisji Europejskiej                                        | - 1995 Jacques Santer (Luksemburg) 1999                                                                                                  |
| Prezydent Fidżi                                                    | - 1993 Kamisese Mara 2000 |
| Premier Fidżi                                                      | - 1992 Sitiveni Rabuka 1999 |
| Prezydent Filipin                                                  | - 1992 Fidel Ramos 1998 |
| Prezydent Finlandii                                                | - 1994 Martti Ahtisaari 2000 |
| Premier Finlandii                                                  | - 1995 Paavo Lipponen 2003 |
| Prezydent Francji                                                  | - 1995 Jacques Chirac 2007 |
| Premier Francji                                                    | - 1995 Alain Juppé 1997 - 1997 Lionel Jospin 2002                                                                                        |
| Prezydent Gabonu                                                   | - 1967 Omar Bongo 2009 |
| Premier Gabonu                                                     | - 1994 Paulin Obame-Nguema 1999 |
| Prezydent Gambii                                                   | - 1994 Yahya Jammeh 2017 |
| Prezydent Ghany                                                    | - 1981 Jerry John Rawlings 2001 |
| Prezydent Grecji                                                   | - 1995 Konstandinos Stefanopulos 2005 |
| Premier Grecji                                                     | - 1996 Kostas Simitis 2004 |
| Premier Grenady                                                    | - 1995 Keith Mitchell 2008 |
| Prezydent Gruzji                                                   | - 1995 Eduard Szewardnadze 2003 |
| Premier Gruzji                                                     | - 1995 Niko Lekiszwili 1998 |
| Prezydent Gujany                                                   | - 1992 Cheddi Jagan 1997 - 1997 Samuel Hinds 1997 - 1997 Janet Jagan 1999                                                                |
| Premier Gujany                                                     | - 1992 Samuel Hinds 1997 - 1997 Janet Jagan 1997 - 1997 Samuel Hinds 1999                                                                |
| Prezydent Gwatemali                                                | - 1996 Álvaro Arzú 2000 |
| Prezydent Gwinei                                                   | - 1984 Lansana Conté 2008 |
| Premier Gwinei                                                     | - 1996 Sidya Touré 1999 |
| Prezydent Gwinei Bissau                                            | - 1984 João Bernardo Vieira 1999 |
| Premier Gwinei Bissau                                              | - 1994 Manuel Saturnino da Costa 1997 - 1997 Carlos Correia 1998                                                                         |
| Prezydent Gwinei Równikowej                                        | - 1979 Teodoro Obiang Nguema Mbasogo |
| Premier Gwinei Równikowej                                          | - 1996 Ángel Serafín Seriche Dougan 2001                                                                                                 |
| Prezydent Haiti                                                    | - 1996 René Préval 2001 |
| Premier Haiti                                                      | - 1996 Rosny Smarth 1997 |
| Król Hiszpanii                                                     | - 1975 Jan Karol I 2014 |
| Premier Hiszpanii                                                  | - 1996 José María Aznar 2004 |
| Król Holandii                                                      | - 1980 Beatrycze 2013 |
| Premier Holandii                                                   | - 1994 Wim Kok 2002 |
| Prezydent Hondurasu                                                | - 1994 Carlos Roberto Reina 1998 |
| Najwyższy przywódca Iranu                                          | - 1989 Ali Chamenei |
| Prezydent Iranu                                                    | - 1989 Ali Akbar Haszemi Rafsandżani 1997 - 1997 Mohammad Chatami 2005                                                                   |
| Prezydent Iraku                                                    | - 1979 Saddam Husajn 2003 |
| Premier Iraku                                                      | - 1994 Saddam Husajn 2003 |
| Prezydent Indii                                                    | - 1992 Shankar Dayal Sharma 1997 - 1997 Kocheril Raman Narayanan 2002                                                                    |
| Premier Indii                                                      | - 1996 Deve Gowda 1997 - 1997 Inder Kumar Gujral 1998                                                                                    |
| Prezydent Indonezji                                                | - 1967 Suharto 1998 |
| Prezydent Irlandii                                                 | - 1990 Mary Robinson 1997 - 1997 komisja prezydencka 1997 - 1997 Mary McAleese 2011                                                      |
| Premier Irlandii                                                   | - 1994 John Bruton 1997 - 1997 Bertie Ahern 2008                                                                                         |
| Prezydent Islandii                                                 | - 1996 Ólafur Ragnar Grímsson 2016 |
| Premier Islandii                                                   | - 1991 Davíð Oddsson 2004 |
| Prezydent Izraela                                                  | - 1993 Ezer Weizman 2000 |
| Premier Izraela                                                    | - 1996 Binjamin Netanjahu 1999 |
| Premier Jamajki                                                    | - 1992 Percival James Patterson 2006 |
| Cesarz Japonii                                                     | - 1989 Akihito 2019 |
| Premier Japonii                                                    | - 1996 Ryūtarō Hashimoto 1998 |
| Prezydent Jemenu                                                   | - 1990 Ali Abd Allah Salih 2012 |
| Król Jordanii                                                      | - 1952 Husajn 1999 |
| Premier Jordanii                                                   | - 1996 Abd al-Karim al-Kabariti 1997 - 1997 Abd as-Salam al-Madżali 1998                                                                 |
| Prezydent Jugosławii                                               | - 1993 Zoran Lilić 1997 - 1997 Srđa Božović (p.o.) 1997 - 1997 Slobodan Milošević 2000                                                   |
| Premier Jugosławii                                                 | - 1993 Radoje Kontić 1998 |
| Król Kambodży                                                      | - 1993 Norodom Sihanouk 2004 |
| Premier Kambodży                                                   | - 1993 Norodom Ranariddh 1997 - 1993 Hun Sen 2023 - 1997 Ung Huot 1998                                                                   |
| Prezydent Kamerunu                                                 | - 1982 Paul Biya |
| Premier Kamerunu                                                   | - 1996 Peter Mafany Musonge 2004 |
| Premier Kanady                                                     | - 1993 Jean Chrétien 2003 |
| Prezydent Górskiego Karabachu                                      | - 1994 Robert Koczarian 1997 - 1997 Arkadi Ghukasjan 2007                                                                                |
| Emir Kataru                                                        | - 1995 Hamad ibn Chalifa 2013 |
| Premier Kataru                                                     | - 1996 Abd Allah ibn Chalifa 2007 |
| Prezydent Kazachstanu                                              | - 1991 Nursułtan Nazarbajew 2019 |
| Premier Kazachstanu                                                | - 1994 Äkeżan Każygeldin 1997 - 1997 Nurłan Bałgymbajew 1999                                                                             |
| Prezydent Kenii                                                    | - 1978 Daniel Moi 2002 |
| Prezydent Kirgistanu                                               | - 1991 Askar Akajew 2005 |
| Premier Kirgistanu                                                 | - 1993 Apas Dżumagułow 1998 |
| Prezydent Kiribati                                                 | - 1994 Teburoro Tito 2003 |
| Prezydent Kolumbii                                                 | - 1994 Ernesto Samper Pizano 1998 |
| Prezydent Konga                                                    | - 1992 Pascal Lissouba 1997 - 1997 Denis Sassou-Nguesso                                                                                  |
| Premier Konga                                                      | - 1996 Charles David Ganao 1997 - 1997 Bernard Kolélas 1997                                                                              |
| Patriarcha Konstantynopola                                         | - 1991 Bartłomiej I |
| Prezydent Korei Południowej                                        | - 1993 Kim Young-sam 1998 |
| Premier Korei Południowej                                          | - 1995 Lee Soo-sung 1997 - 1997 Goh Kun 1998 - 1988 Kim Jong-pil 2000                                                                    |
| Najwyższy Przywódca KRLD                                           | - 1994 Kim Dzong Il 2011 |
| Premier KRLD                                                       | - 1992 Kang Sŏng San 1997 - 1997 Hong Sŏng Nam 2003                                                                                      |
| Prezydent Kostaryki                                                | - 1994 José María Figueres 1998 |
| Przewodniczący Rady Państwa Kuby                                   | - 1976 Fidel Castro 2008 |
| Emir Kuwejtu                                                       | - 1977 Dżabir III 2006 |
| Premier Kuwejtu                                                    | - 1978 Sad al-Abd Allah as-Salim as-Sabah 2003                                                                                           |
| Prezydent Laosu                                                    | - 1993 Nouhak Phoumsavanh 1998 |
| Król Lesotho                                                       | - 1996 Letsie III |
| Premier Lesotho                                                    | - 1994 Ntsu Mokhehle 1998 |
| Prezydent Libanu                                                   | - 1989 Elias Hrawi 1998 |
| Premier Libanu                                                     | - 1992 Rafik al-Hariri 1998 |
| Prezydent Liberii                                                  | - 1990 wakat 1997 - 1997 Charles Taylor 2003                                                                                             |
| Przywódca Libii                                                    | - 1969 Mu’ammar al-Kaddafi 2011 |
| Premier Libii                                                      | - 1994 Abd al-Madżid al-Ka’ud 1997 - 1997 Muhammad Ahmad al-Mankusz 2000                                                                 |
| Sekretarz generalny PKL Libii                                      | - 1992 Az-Zanati Imhammad az-Zanati 2008                                                                                                 |
| Książę Liechtensteinu                                              | - 1989 Jan Adam II |
| Premier Liechtensteinu                                             | - 1993 Mario Frick 2001 |
| Prezydent Litwy                                                    | - 1993 Algirdas Brazauskas 1998 |
| Premier Litwy                                                      | - 1996 Gediminas Vagnorius 1999 |
| Wielki książę Luksemburga                                          | - 1964 Jan 2000 |
| Premier Luksemburga                                                | - 1995 Jean-Claude Juncker 2013 |
| Prezydent Łotwy                                                    | - 1993 Guntis Ulmanis 1999 |
| Premier Łotwy                                                      | - 1995 Andris Šķēle 1997 - 1997 Guntars Krasts 1998                                                                                      |
| Prezydent Macedonii                                                | - 1991 Kiro Gligorow 1999 |
| Premier Macedonii                                                  | - 1992 Branko Crwenkowski 1998 |
| Prezydent Madagaskaru                                              | - 1996 Norbert Ratsirahonana (tym.) 1997 - 1997 Didier Ratsiraka 2002                                                                    |
| Premier Madagaskaru                                                | - 1996 Norbert Ratsirahonana 1997 - 1997 Pascal Rakotomavo 1998                                                                          |
| Prezydent Malawi                                                   | - 1994 Bakili Muluzi 2004 |
| Prezydent Malediwów                                                | - 1978 Maumun ̓Abdul Gajum 2008 |
| Król Malezji                                                       | - 1994 Tuanku Jaafar 1999 |
| Premier Malezji                                                    | - 1981 Mahathir bin Mohamad 2003 |
| Prezydent Mali                                                     | - 1992 Alpha Oumar Konaré 2002 |
| Premier Mali                                                       | - 1994 Ibrahim Boubacar Keïta 2000 |
| Prezydent Malty                                                    | - 1994 Ugo Mifsud Bonnici 1999 |
| Premier Malty                                                      | - 1996 Alfred Sant 1998 |
| Król Maroka                                                        | - 1961 Hassan II 1999 |
| Premier Maroka                                                     | - 1994 Abd al-Latif al-Filali 1998 |
| Prezydent Mauretanii                                               | - 1984 Maawija uld Sid’Ahmad Taja 2005                                                                                                   |
| Premier Mauretanii                                                 | - 1996 Szajch al-Afijja uld Muhammad Chuna 1997 - 1997 Mohamed Lemine Ould Guig 1998                                                     |
| Prezydent Mauritiusa                                               | - 1992 Cassam Uteem 2002 |
| Premier Mauritiusa                                                 | - 1995 Navin Ramgoolam 2000 |
| Prezydent Meksyku                                                  | - 1994 Ernesto Zedillo Ponce de León 2000                                                                                                |
| Prezydent Mikronezji                                               | - 1996 Jacob Nena 1999 |
| Przewodniczący Państwowej Rady Przywrócenia Ładu i Porządku Mjanmy | - 1992 Than Shwe 1997 |
| Przewodniczący Państwowej Rady Pokoju i Rozwoju Mjanmy             | - 1997 Than Shwe 2011 |
| Premier Mjanmy                                                     | - 1992 Than Shwe 2003 |
| Prezydent Mołdawii                                                 | - 1996 Petru Lucinschi 2001 |
| Premier Mołdawii                                                   | - 1992 Andrei Sangheli 1997 - 1997 Ion Ciubuc 1999                                                                                       |
| Książę Monako                                                      | - 1949 Rainier III 2005 |
| Minister stanu Monako                                              | - 1994 Paul Dijoud 1997 - 1997 Michel Lévêque 2000                                                                                       |
| Prezydent Mongolii                                                 | - 1990 Punsalmaagijn Oczirbat 1997 - 1997 Nacagijn Bagabandi 2005                                                                        |
| Premier Mongolii                                                   | - 1996 Mendsajchany Enchsajchan 1998 |
| Prezydent Mozambiku                                                | - 1986 Joaquim Chissano 2005 |
| Premier Mozambiku                                                  | - 1994 Pascoal Mocumbi 2004 |
| Prezydent Naddniestrza                                             | - 1991 Igor Smirnow 2011 |
| Prezydent Namibii                                                  | - 1990 Sam Nujoma 2005 |
| Premier Namibii                                                    | - 1990 Hage Geingob 2002 |
| Sekretarz generalny NATO                                           | - 1995 Javier Solana (Hiszpania) 1999 |
| Prezydent Nauru                                                    | - 1996 Ruben Kun 1997 - 1997 Kinza Clodumar 1998                                                                                         |
| Król Nepalu                                                        | - 1972 Birendra 2001 |
| Premier Nepalu                                                     | - 1995 Sher Bahadur Deuba 1997 - 1997 Lokendra Bahadur Chand 1997 - 1997 Surya Bahadur Thapa 1998                                        |
| Prezydent Niemiec                                                  | - 1994 Roman Herzog 1999 |
| Kanclerz Niemiec                                                   | - 1982 Helmut Kohl 1998 |
| Prezydent Nigru                                                    | - 1996 Ibrahim Baré Maïnassara 1999 |
| Premier Nigru                                                      | - 1996 Amadou Cissé 1997 - 1997 Ibrahim Hassane Mayaki 2000                                                                              |
| Prezydent Nigerii                                                  | - 1993 Sani Abacha 1998 |
| Prezydent Nikaragui                                                | - 1990 Violeta Chamorro 1997 - 1997 Arnoldo Alemán 2002                                                                                  |
| Król Norwegii                                                      | - 1991 Harald V |
| Premier Norwegii                                                   | - 1996 Thorbjørn Jagland 1997 - 1997 Kjell Magne Bondevik 2000                                                                           |
| Premier Nowej Zelandii                                             | - 1990 Jim Bolger 1997 - 1997 Jenny Shipley 1999                                                                                         |
| Prezydent Osetii Południowej                                       | - 1996 Ludwig Czibirow 2001 |
| Sułtan Omanu                                                       | - 1970 Kabus ibn Sa’id 2020 |
| Sekretarz generalny ONZ                                            | - 1997 Kofi Annan (Ghana) 2006 |
| Prezydent Pakistanu                                                | - 1993 Farooq Leghari 1997 |
| Premier Pakistanu                                                  | - 1996 Meraj Khalid (p.o.) 1997 - 1997 Nawaz Sharif 1999                                                                                 |
| Prezydent Palau                                                    | - 1993 Kuniwo Nakamura 2001 |
| Prezydent Panamy                                                   | - 1994 Ernesto Pérez Balladares 1999 |
| Papież                                                             | - 1978 Jan Paweł II 2005 |
| Premier Papui-Nowej Gwinei                                         | - 1994 Julius Chan 1997 - 1997 John Giheno (tymcz.) 1997 - 1997 Julius Chan 1997 - 1997 Bill Skate 1999                                  |
| Prezydent Paragwaju                                                | - 1993 Juan Carlos Wasmosy Monti 1998 |
| Prezydent Peru                                                     | - 1990 Alberto Fujimori 2000 |
| Premier Peru                                                       | - 1996 Alberto Pandolfi 1998 |
| Prezydent Południowej Afryki                                       | - 1994 Nelson Mandela 1999 |
| Prezydent Portugalii                                               | - 1996 Jorge Sampaio 2006 |
| Premier Portugalii                                                 | - 1995 António Guterres 2002 |
| Sekretarz generalny Rady Europy                                    | - 1994 Daniel Tarschys (Szwecja) 1999 |
| Prezydent Republiki Środkowoafrykańskiej                           | - 1993 Ange-Félix Patassé 2003 |
| Premier Republiki Środkowoafrykańskiej                             | - 1996 Jean-Paul Ngoupandé 1997 - 1997 Michel Gbezera-Bria 1999                                                                          |
| Prezydent Republiki Zielonego Przylądka                            | - 1991 António Monteiro 2001 |
| Premier Republiki Zielonego Przylądka                              | - 1991 Carlos Veiga 2000 |
| Prezydent Rosji                                                    | - 1991 Boris Jelcyn 1999 |
| Premier Rosji                                                      | - 1992 Wiktor Czernomyrdin 1998 |
| Prezydent Rumunii                                                  | - 1996 Emil Constantinescu 2000 |
| Premier Rumunii                                                    | - 1996 Victor Ciorbea 1998 |
| Prezydent Rwandy                                                   | - 1994 Pasteur Bizimungu 2000 |
| Premier Rwandy                                                     | - 1995 Pierre-Célestin Rwigema 2000 |
| Premier Saint Kitts i Nevis                                        | - 1995 Denzil Douglas 2015 |
| Premier Saint Lucia                                                | - 1996 Vaughan Lewis 1997 - 1997 Kenny Anthony 2006                                                                                      |
| Premier Saint Vincent i Grenadyn                                   | - 1984 James Fitz-Allen Mitchell 2000 |
| Prezydent Salwadoru                                                | - 1994 Armando Calderón Sol 1999 |
| O le Ao o le Malo Samoa                                            | - 1962 Malietoa Tanumafili II 2007 |
| Premier Samoa                                                      | - 1988 Tofilau Eti Alesana 1998 |
| Kapitanowie regenci San Marino                                     | - 1996 Maurizio Rattini Giancarlo Venturini 1997 - 1997 Paride Andreoli Pier Marino Mularoni 1997 - 1997 Luigi Mazza Marino Zanotti 1998 |
| Sekretarz Stanu do spraw Politycznych i Zagranicznych San Marino   | - 1986 Gabriele Gatti 2002 |
| Prezydent Senegalu                                                 | - 1981 Abdou Diouf 2000 |
| Premier Senegalu                                                   | - 1991 Habib Thiam 1998 |
| Prezydent Seszeli                                                  | - 1977 France-Albert René 2004 |
| Prezydent Sierra Leone                                             | - 1996 Ahmad Tejan Kabbah 1997 - 1997 Johnny Paul Koroma 1998                                                                            |
| Prezydent Singapuru                                                | - 1993 Ong Teng Cheong 1999 |
| Premier Singapuru                                                  | - 1990 Goh Chok Tong 2004 |
| Prezydent Słowacji                                                 | - 1993 Michal Kováč 1998 |
| Premier Słowacji                                                   | - 1994 Vladimír Mečiar 1998 |
| Prezydent Słowenii                                                 | - 1991 Milan Kučan 2002 |
| Premier Słowenii                                                   | - 1992 Janez Drnovšek 2000 |
| Prezydent Somalii                                                  | - 1991 Ali Mahdi Mohamed 1997 |
| Prezydent Sri Lanki                                                | - 1994 Chandrika Kumaratunga 2005 |
| Premier Sri Lanki                                                  | - 1994 Sirimavo Bandaranaike 2000 |
| Król Suazi                                                         | - 1986 Ntombi (współpanująca) 2018 - 1986 Mswati III 2018                                                                                |
| Premier Suazi                                                      | - 1996 Barnabas Sibusiso Dlamini 2003 |
| Prezydent Sudanu                                                   | - 1989 Umar al-Baszir 2019 |
| Prezydent Surinamu                                                 | - 1996 Jules Wijdenbosch 2000 |
| Prezydent Syrii                                                    | - 1971 Hafiz al-Asad 2000 |
| Premier Syrii                                                      | - 1987 Mahmud az-Zubi 2000 |
| Prezydent Szwajcarii                                               | - 1997 Arnold Koller 1997 |
| Król Szwecji                                                       | - 1973 Karol XVI Gustaw |
| Premier Szwecji                                                    | - 1996 Göran Persson 2006 |
| Prezydent Tadżykistanu                                             | - 1994 Emomali Rahmon |
| Premier Tadżykistanu                                               | - 1996 Jahjo Azimow 1999 |
| Król Tajlandii                                                     | - 1946 Bhumibol Adulyadej 2016 |
| Premier Tajlandii                                                  | - 1996 Chavalit Yongchaiyudh 1997 - 1997 Chuan Leekpai 2001                                                                              |
| Prezydent Tajwanu                                                  | - 1988 Lee Teng-hui 2000 |
| Prezydent Tanzanii                                                 | - 1995 Benjamin Mkapa 2005 |
| Premier Tanzanii                                                   | - 1995 Frederick Sumaye 2005 |
| Prezydent Togo                                                     | - 1967 Gnassingbé Eyadéma 2005 |
| Premier Togo                                                       | - 1996 Kwassi Klutse 1999 |
| Król Tonga                                                         | - 1965 Taufaʻahau Tupou IV 2006 |
| Premier Tonga                                                      | - 1991 Siaʻosi Tuʻihala Alipate Tupou 2000                                                                                               |
| Prezydent Trynidadu i Tobago                                       | - 1987 Noor Hassanali 1997 - 1997 Arthur N.R. Robinson 2003                                                                              |
| Premier Trynidadu i Tobago                                         | - 1995 Basdeo Panday 2001 |
| Prezydent Tunezji                                                  | - 1987 Zajn al-Abidin ibn Ali 2011 |
| Premier Tunezji                                                    | - 1989 Hamid al-Karawi 1999 |
| Prezydent Turcji                                                   | - 1993 Süleyman Demirel 2000 |
| Premier Turcji                                                     | - 1996 Necmettin Erbakan 1997 - 1997 Mesut Yılmaz 1999                                                                                   |
| Prezydent Turkmenistanu                                            | - 1991 Saparmyrat Nyýazow 2006 |
| Prezydent Ugandy                                                   | - 1986 Yoweri Museveni |
| Premier Ugandy                                                     | - 1994 Kintu Musoke 1999 |
| Prezydent Ukrainy                                                  | - 1994 Łeonid Kuczma 2005 |
| Premier Ukrainy                                                    | - 1996 Pawło Łazarenko 1997 - 1997 Wasyl Durdyneć 1997 - 1997 Wałerij Pustowojtenko 1999                                                 |
| Prezydent Urugwaju                                                 | - 1995 Julio María Sanguinetti 2000 |
| Prezydent USA                                                      | - 1993 Bill Clinton 2001 |
| Prezydent Uzbekistanu                                              | - 1991 Islom Karimov 2016 |
| Premier Uzbekistanu                                                | - 1995 O‘tkir Sultonov 2003 |
| Prezydent Vanuatu                                                  | - 1994 Jean Marie Leye Lenelgau 1999 |
| Premier Vanuatu                                                    | - 1996 Serge Vohor 1998 |
| Prezydent Wenezueli                                                | - 1994 Rafael Caldera 1999 |
| Prezydent Węgier                                                   | - 1990 Árpád Göncz 2000 |
| Premier Węgier                                                     | - 1994 Gyula Horn 1998 |
| Monarcha Wielkiej Brytanii                                         | - 1952 Elżbieta II 2022 |
| Premier Wielkiej Brytanii                                          | - 1990 John Major 1997 - 1997 Tony Blair 2007                                                                                            |
| Prezydent Wietnamu                                                 | - 1992 Lê Đức Anh 1997 - 1997 Trần Đức Lương 2006                                                                                        |
| Premier Wietnamu                                                   | - 1991 Võ Văn Kiệt 1997 - 1997 Phan Văn Khải 2006                                                                                        |
| Prezydent Włoch                                                    | - 1992 Oscar Luigi Scalfaro 1999 |
| Premier Włoch                                                      | - 1996 Romano Prodi 1998 |
| Prezydent WKS                                                      | - 1993 Henri Konan Bédié 1999 |
| Premier WKS                                                        | - 1993 Daniel Kablan Duncan 1999 |
| Prezydent Wysp Marshalla                                           | - 1996 Kunio Lemari (p.o.) 1997 - 1997 Imata Kabua 2000                                                                                  |
| Prezydent Wysp Świętego Tomasza i Książęcej                        | - 1995 Miguel Trovoada 2001 |
| Prezydent Zambii                                                   | - 1991 Frederick Chiluba 2002 |
| Prezydent Zairu                                                    | - 1971 Mobutu Sese Seko 1997 |
| Prezydent Zimbabwe                                                 | - 1987 Robert Mugabe 2017 |
| Premier Zimbabwe                                                   | - 1987 urząd zniesiony 2009 |
| Prezydent ZEA                                                      | - 1971 Zajid ibn Sultan Al Nahajjan 2004                                                                                                 |
| Premier ZEA                                                        | - 1990 Maktum ibn Raszid al-Maktum 2006                                                                                                  |

Rok 1997 / MCMXCVII
stulecia: XIX wiek ~
XX wiek ~
XXI wiek

dziesięciolecia:
1960–1969 •
1970–1979 •
1980–1989 •
1990–1999
• 2000–2009
• 2010–2019
• 2020–2029

lata: 1987 «
1992 «
1993 «
1994 «
1995 «
1996 «
1997
» 1998
» 1999
» 2000
» 2001
» 2002
» 2007

## Wydarzenia w Polsce

### Styczeń
- 1 stycznia:
  - Pasym, Radlin, Siechnice, Skępe, Suchowola i Świątniki Górne uzyskały prawa miejskie[1][2].
  - utworzono gminy: Radlin, Ksawerów, Słopnice[2].
- 2 stycznia – Henryk Lehnert, filmowiec amator z Oświęcimia, wpisany został do Księgi rekordów Guinnessa jako zdobywca największej na świecie liczby nagród na różnych konkursach i przeglądach filmowych: od 1963 zdobył ich w sumie 280.
- 5 stycznia – odbył się V Finał Wielkiej Orkiestry Świątecznej Pomocy.
- 14 stycznia – ukazało się pierwsze wydanie dziennika Puls Biznesu.
- 29 stycznia – Stanisław Lem został Honorowym Obywatelem Miasta Krakowa.
- 30 stycznia – premiera filmu Dzieci i ryby.

### Luty
- 1 lutego – otwarto linię Poznańskiego Szybkiego Tramwaju.
- 6 lutego – Sejm RP przyjął ustawę o powszechnym ubezpieczeniu zdrowotnym, powołującą 16 regionalnych Kas Chorych.

### Marzec
- 1 marca – powstał kanał ogólnopolski Polsat 2.
- 14 marca:
  - w Krakowie śmiertelnie pobito studenta Uniwersytetu Jagiellońskiego Michała Łyska; zmarł dwa dni później.
  - premiera filmu Deszczowy żołnierz w reżyserii Wiesława Saniewskiego.

### Kwiecień
- 1 kwietnia – w warszawskiej FSO rozpoczęto produkcje Poloneza serii „PLUS” (Caro Plus, Atu Plus)
- 2 kwietnia:
  - Zgromadzenie Narodowe przyjęło Konstytucję Rzeczypospolitej Polskiej.
  - Stadion Śląski: Polska zremisowała bezbramkowo z Włochami w meczu eliminacyjnym do mistrzostw świata.
- 4 kwietnia – sąd skazał na karę 2 lat więzienia jednego z dwóch byłych milicjantów oskarżonych o śmiertelne pobicie Grzegorza Przemyka.
- 10 kwietnia – uchwalono ustawę Prawo energetyczne.
- 11 kwietnia – uchwalono ustawę lustracyjną.
- 15 kwietnia:
  - rozpoczęła swoją działalność fundacja Porozumienie bez barier.
  - Rada Ministrów wydała rozporządzenie o utworzeniu specjalnych stref ekonomicznych: legnickiej i wałbrzyskiej.

### Maj
- 5 maja – w katastrofie kolejowej w Reptowie koło Stargardu zginęło 12 osób, a 36 zostało rannych.
- 12 maja – rozpoczęła się wymiana powszechnych świadectw udziałowych na akcje Państwowego Funduszu Inwestycyjnego.
- 15 maja – została utworzona Łódzka Specjalna Strefa Ekonomiczna.
- 23 maja – premiera filmu sensacyjnego Sara w reżyserii Macieja Ślesickiego.
- 25 maja – przeprowadzono referendum konstytucyjne. 52,71% głosujących za przyjęciem konstytucji.
- 29 maja – premiera filmu Dzień wielkiej ryby w reżyserii Andrzeja Barańskiego.
- 31 maja – rozpoczęła się VI pielgrzymka papieża Jana Pawła II.

### Czerwiec
- 3 czerwca – odbył się II zjazd gnieźnieński.
- 6 czerwca – Sejm uchwalił nowy kodeks karny oraz wprowadzające go przepisy, znoszące m.in. karę śmierci.
- 8 czerwca – Jan Paweł II kanonizował w Krakowie królową Jadwigę Andegaweńską.
- 10 czerwca:
  - na uroczystej mszy w Krośnie Jan Paweł II kanonizował Jana z Dukli.
  - Polska ratyfikowała Europejską Kartę Społeczną.
  - zakończyła się VI pielgrzymka Jana Pawła II do Polski.
- 12 czerwca – rozwiązano klub sportowy Stal Mielec.
- 14 czerwca – w Warszawie zamordowano Tomasza Jaworskiego, maturzystę z warszawskiego liceum im. Pułaskiego[3].
- 16 czerwca – na antenie TVP1 wyemitowano w ramach konkursu na telenowelę pierwszy odcinek serialu Klan.
- 18 czerwca:
  - prezydent Aleksander Kwaśniewski podpisał ustawę lustracyjną uchwaloną przez Sejm 15 kwietnia 1997 roku; ustawa weszła w życie 1 sierpnia 1997 roku.
  - Widzew Łódź zdobył czwarte Mistrzostwo Polski wygrywając z Legią Warszawa 3:2.
- 19 czerwca – Sejm RP przyjął ustawę powołującą Uniwersytet w Białymstoku.
- 20 czerwca – Sejm RP przyjął ustawę Prawo o ruchu drogowym.
- 21 czerwca – w katowickim Spodku wystąpił Jean-Michel Jarre; charytatywny koncert na rzecz niesłyszących dzieci Europy odbył się w ramach Oxygene 7-13 Tour.
- 23 czerwca – na antenie TVP1 wyemitowano w ramach konkursu na telenowelę pierwszy odcinek serialu Złotopolscy w reżyserii Janusza Zaorskiego.
- 25 czerwca – Sejm RP przyjął ustawę o świadku koronnym.
- 27 czerwca – Sejm RP przyjął ustawę o partiach politycznych.

### Lipiec
- 7 lipca – początek powodzi tysiąclecia na terenie Polski. Część gminy Krzyżanowice pod wodą.
- 8 lipca – powódź tysiąclecia nawiedziła gminę Kamieniec Ząbkowicki najbardziej zalane zostały wsie: Kamieniec Ząbkowicki, Śrem, Topola i Pilce.
- 9 lipca – oddano do użytku zaporę na Dunajcu.
- 10 lipca:
  - początek katastrofalnej powodzi w Opolu i Wrocławiu.
  - prezydent USA Bill Clinton rozpoczął dwudniową wizytę w Polsce.
  - na warszawską GPW weszła Spółka KGHM Polska Miedź SA.
- 12 lipca – do Wrocławia dotarła powódź tysiąclecia.
- 13 lipca – Piotr Rostkowski ustanowił rekord Polski w biegu na 1500 m wynikiem 3:35,62 s. (niepobity od 14 lat)
- 16 lipca – prezydent Rzeczypospolitej Polskiej, Aleksander Kwaśniewski, podpisał tekst konstytucji RP, uchwalonej przez Zgromadzenie Narodowe w Polsce 2 kwietnia 1997.
- 18 lipca – Dzień żałoby narodowej dla uczczenia ofiar wielkiej powodzi.
- 25 lipca – Marek Kotański zainaugurował Serc Pospolite Ruszenie.

### Sierpień
- 1 sierpnia – uchwalono nową ustawę o Trybunale Konstytucyjnym.
- 3 sierpnia:
  - Robert Maćkowiak ustanowił rekord Polski w biegu na 400 m – 45,26 s.
  - Paweł Januszewski ustanowił rekord Polski w biegu na 400 m ppł. – 48,94 s.
- 5 sierpnia – Artur Kohutek ustanowił rekord Polski w biegu na 110 m ppł. – 13,27 s. (rekord niepobity od 14 lat).
- 12 sierpnia – w Warszawie po raz pierwszy wystąpiła w Polsce grupa U2.
- 21 sierpnia – Sejm RP przyjął ustawę o ochronie zwierząt.
- 22 sierpnia – premiera filmu Sztos.
- 29 sierpnia – Sejm RP uchwalił ustawę o ochronie danych osobowych.

### Wrzesień
- 1 września – Telewizja RTL7 wyemitowała pierwszy odcinek amerykańskiej mydlanej opery Sunset Beach.
- 4 września – wyemitowano pierwszy odcinek teleturnieju Jaka to melodia?.
- 7 września – w Pierzchowie w gminie Gdów, w miejscu urodzenia generała Jana Henryka Dąbrowskiego, odsłonięto kopiec poświęcony twórcy Legionów Polskich we Włoszech.
- 8 września – premiera filmu Historie miłosne.
- 21 września – wybory do Sejmu i Senatu. Zwycięstwo Akcji Wyborczej Solidarność.
- 22 września:
  - sąd umorzył sprawę pułkownika Ryszarda Kuklińskiego.
  - Telewizja Polska rozpoczęła emisję telenoweli Klan.
- 26 września – odbyła się premiera filmu Szczęśliwego Nowego Jorku.
- 30 września – FSO rozpoczęła produkcję modelu Daewoo Lanos.

### Październik
- 3 października – telewizyjna stacja TVN rozpoczęła nadawanie.
- 17 października:
  - weszła w życie Konstytucja Rzeczypospolitej Polskiej z dnia 2 kwietnia 1997 roku.
  - Jerzy Buzek został desygnowany na stanowisko premiera.
- 19 października – dwóch posłów AWS zawiesiło nocą w sali obrad krzyż sejmowy.
- 31 października – Jerzy Buzek został premierem Polski.

### Listopad
- 10 listopada – Wisława Szymborska otrzymała tytuł Honorowego Obywatela Miasta Krakowa.
- 11 listopada – rząd Jerzego Buzka uzyskał wotum zaufania. Poparło go 260 posłów AWS i UW, przeciwnych było 173 posłów z SLD i PSL, 2 posłów wstrzymało się od głosu. Mimo odejścia Unia Wolności z koalicji i przeprowadzenia programu czterech reform rząd utrzymał się do końca kadencji.
- 17 listopada:
  - obchody 1000-lecia miasta Gdańska.
  - pierwsza emisja zdubbingowanej Ulicy Sezamkowej, nakręconej w 1996.
  - odbyła się premiera komedii sensacyjnej Kiler.
- 21 listopada – w Katowicach uniewinnieniem wszystkich oskarżonych zakończył się pierwszy proces 24 zomowców, biorących udział w pacyfikacji kopalni „Wujek”.
- 23 listopada – premiera pierwszego odcinka serialu Boża podszewka.
- 27 listopada – Daniel Fried został ambasadorem USA w Polsce.

### Grudzień
- 6 grudnia – Leszek Miller został przewodniczącym Socjaldemokracji Rzeczypospolitej Polskiej.
- 9 grudnia – Rada Języka Polskiego ustaliła łączną pisownię partykuły „nie” z imiesłowami przymiotnikowymi.
- 11 grudnia – zakończono negocjacje ws. traktatu nt. zmian klimatycznych (protokół z Kioto).
- 15 grudnia – Pomnik Bohaterów Warszawy został umieszczony na nowym cokole i w nowym miejscu – przy Trasie W-Z.
- 16 grudnia – w Suwałkach odnotowano krajowe rekordowo wysokie ciśnienie atmosferyczne (1054 hPa).
- 24 grudnia – premiera 1. odcinka serialu 13 posterunek.
- 26 grudnia – TVP2 rozpoczęła emisję serialu obyczajowego Złotopolscy.

## Wydarzenia na świecie

### Styczeń
- 1 stycznia – Holandia objęła prezydencję w Radzie Unii Europejskiej.
- 2 stycznia – włamywacze komputerowi przypuścili udany atak na siły powietrzne USA. Hakerzy dopuścili się manipulacji na stronie informacyjnej lotnictwa wojskowego. Na stronę wprowadzili treści pornograficzne i obraźliwe opinie na temat rządu.
- 4 stycznia – prezydent Czech Václav Havel ożenił się po raz drugi, z aktorką Dagmar Veškrnovą.
- 7 stycznia:
  - 13 osób zginęło, a około 100 zostało rannych w zamachu bombowym na centrum handlowe w Algierze.
  - amerykańska telewizja NBC rozpoczęła emisję nowej soap opery Sunset Beach.
- 9 stycznia:
  - w Jerozolimie odbyło się prawykonanie kompozycji Krzysztofa Pendereckiego Siedem bram Jerozolimy, skomponowanej z okazji 3-tysięcznej rocznicy założenia miasta.
  - 29 osób zginęło w katastrofie należącego do linii Comair samolotu Embraer 120 Brasilia pod Detroit (Michigan).
- 10 stycznia – Arnoldo Alemán został prezydentem Nikaragui.
- 14 stycznia – Imata Kabua został prezydentem Wysp Marshalla.
- 15 stycznia – premiera filmu Zagubiona autostrada.
- 21 stycznia – w Pradze została podpisana czesko-niemiecka deklaracja o wzajemnych stosunkach i ich przyszłym rozwoju.
- 22 stycznia – Petyr Stojanow został prezydentem Bułgarii.
- 23 stycznia – Madeleine Albright jako pierwsza kobieta została sekretarzem stanu USA.
- 27 stycznia – Asłan Maschadow wygrał wybory prezydenckie w Czeczenii.
- 31 stycznia – Didier Ratsiraka został po raz drugi prezydentem Madagaskaru.

### Luty
- 4 lutego:
  - weszła w życie nowa konstytucja Republiki Południowej Afryki.
  - 73 izraelskich żołnierzy zginęło w wyniku zderzenia dwóch helikopterów Sikorsky CH-53 nad leżącym na północy kraju moszawem Sze’ar Jaszuw.
- 5 lutego – szwajcarskie banki przeznaczyły 100 mln franków na odszkodowania dla spadkobierców swych klientów, którzy zginęli podczas holocaustu.
- 8 lutego – 20-osobowa polska załoga zginęła w wyniku zatonięcia greckiego statku „Leros Strength” u wybrzeży Norwegii.
- 11 lutego – rozpoczęła się misja STS-82 wahadłowca Discovery, drugiej misji serwisowej do Kosmicznego Teleskopu Hubble’a.
- 13 lutego – Stefan Sofijanski został premierem Bułgarii.
- 17 lutego – Nawaz Sharif został po raz trzeci premierem Pakistanu.
- 22 lutego – poinformowano świat o sklonowaniu pierwszego ssaka, owcy Dolly (Dolly urodziła się 5 lipca – 1996).
- 23 lutego:
  - 69-letni Palestyńczyk Ali Abu Kamal otworzył ogień na tarasie widokowym na 86. piętrze Empire State Building w Nowym Jorku, zabijając duńskiego turystę, raniąc 6 osób, a następnie popełnił samobójstwo.
  - na rosyjskiej stacji orbitalnej Mir wybuchł niegroźny pożar.
- 28 lutego:
  - w wyniku trzęsienia ziemi w północno-wschodnim Iranie zginęło 1100 osób, a 2600 zostało rannych.
  - napad na bank w Hollywood; najdłuższa strzelanina w dziejach amerykańskiej policji.

### Marzec
- 3 marca:
  - w Auckland oddano do użytku wieżę obserwcyjno-telekomunikacyjną Sky Tower, najwyższą budowlę w Nowej Zelandii (328 m).
  - 120 osób zginęło w katastrofie kolejowej w północnym Pakistanie.
  - ukazał się album Pop grupy U2
- 6 marca – Samuel Hinds został prezydentem Gujany.
- 9 marca – raper Notorious B.I.G został śmiertelnie postrzelony.
- 10 marca – Libia i Watykan nawiązały stosunki dyplomatyczne.
- 11 marca – wykonano ostatni wyrok śmierci na Ukrainie.
- 13 marca:
  - jordański żołnierz zastrzelił 7 izraelskich uczennic na Wyspie Pokoju leżącej na granicy izraelsko-jordańskiej.
  - Matka Teresa z Kalkuty ustąpiła ze stanowiska przewodniczącej zgromadzenia Misjonarek Miłości.
- 15 marca – w egipskim mieście Sanabu muzułmańscy bojówkarze zastrzelili 13 osób.
- 18 marca – 50 osób zginęło w katastrofie lotu Stavropol Airlines 1023 w rosyjskim Czerkiesku.
- 19 marca – Arthur N.R. Robinson został prezydentem Trynidadu i Tobago.
- 20 marca:
  - Robert Koczarian został premierem Armenii.
  - do Iraku trafił pierwszy transport żywności w ramach programu „Ropa za żywność”.
- 21 marca – 3 osoby zginęły, 49 zostało rannych w zamachu bombowym na kawiarnię w Tel Awiwie.
- 22 marca – kometa Hale’a-Boppa znalazła się najbliżej Ziemi (1,315 j.a.).
- 24 marca – odbyła się 69. ceremonia wręczenia Oscarów.
- 26 marca – w Kalifornii policja znalazła ciała 39 członków sekty Heaven’s Gate, którzy kilka dni wcześniej popełnili zbiorowe samobójstwo[4].
- 28 marca – w katastrofie albańskiego statku „Katri i Rades” z nielegalnymi imigrantami w Cieśninie Otranto zginęły 82 osoby.
- 30 marca – zgromadzeni na wiecu w Phnom Penh opozycjoniści kambodżańscy pod przewodnictwem Sama Rainsy’ego zostali obrzuceni granatami. Zginęło 19 osób, ponad 140 zostało rannych.

### Kwiecień
- 1 kwietnia – kometa Hale’a-Boppa przeszła przez peryhelium.
- 2 kwietnia – utworzono Związek Rosji i Białorusi (ZBiR).
- 3–4 kwietnia – w miejscowości Thalit pod Algierem islamscy terroryści zamordowali 53 mieszkańców.
- 4 kwietnia:
  - w hiszpańskim Oviedo została podpisana Konwencja o Prawach Człowieka i Biomedycynie.
  - rozpoczęła się misja STS-83 wahadłowca Columbia.
- 5 kwietnia – na antenie Animal Planet pojawił się pierwszy odcinek Łowcy Krokodyli ze Stephenem Irwinem. Irwin czynnie działał na rzecz ochrony środowiska, a także odkrył nowy gatunek żółwia, który został nazwany na jego cześć.
- 9 kwietnia:
  - pierwszy lot testowy myśliwca Lockheed F-22 Raptor.
  - wszedł w życie konkordat między Chorwacją i Stolicą Apostolską.
- 12 kwietnia – papież Jan Paweł II rozpoczął podróż apostolską do Bośni i Hercegowiny.
- 15 kwietnia – w pożarze pola kempingowego w Mekce zginęło 343 pielgrzymów, a około 1500 zostało rannych.
- 21 kwietnia:
  - Inder Kumar Gujral został premierem Indii.
  - odbyły się cztery pierwsze kosmiczne pogrzeby zorganizowane przez amerykańską firmę Celestis.
- 22 kwietnia – peruwiańskie siły bezpieczeństwa odbiły z rąk członków MRTA siedzibę ambasadora Japonii.
- 24 kwietnia – kraje członkowskie Szanghajskiej Organizacji Współpracy podpisały w Moskwie umowę o wzajemnej redukcji sił zbrojnych w rejonie chińskiej granicy, co umożliwiło jej delimitację na odcinku 4 tys. km.
- 25 kwietnia – salwadorski parlament wprowadził bezwzględny zakaz aborcji.
- 29 kwietnia – weszła w życie Konwencja o zakazie broni chemicznej.

### Maj
- 1 maja – opozycyjna Partia Pracy Tony’ego Blaira wygrała wybory parlamentarne w Wielkiej Brytanii.
- 2 maja – Tony Blair został premierem Wielkiej Brytanii.
- 3 maja:
  - rosyjski szachista Garri Kasparow rozpoczął mecz z superkomputerem Deep Blue przedsiębiorstwa IBM.
  - w Dublinie odbył się 42. Konkurs Piosenki Eurowizji.
- 7 maja – przedsiębiorstwo Intel zaprezentowało oficjalnie mikroprocesor Pentium II.
- 8 maja – należący do China Southern Airlines Boeing 737 rozbił się podczas podchodzenia do lądowania na lotnisku w Shenzhen w południowych Chinach; zginęło 35 osób, a 39 zostało rannych.
- 9 maja – premiera filmu Piąty element w reżyserii Luca Bessona.
- 10 maja:
  - papież Jan Paweł II rozpoczął podróż apostolską do Libanu.
  - w trzęsieniu ziemi o sile 7,3 stopnia w skali Richtera w północno-wschodnim Iranie zginęło 1567 osób, a ponad 2300 zostało rannych.
- 11 maja – Garri Kasparow przegrał szachowy pojedynek z superkomputerem Deep Blue.
- 12 maja – w Moskwie podpisano rosyjsko-czeczeński traktat pokojowy.
- 15 maja:
  - rozpoczęła się misja STS-84 wahadłowca Atlantis.
  - 22 lata po zakończeniu wojny w Laosie, USA przyznały się oficjalnie do brania w niej udziału, czemu dotąd zaprzeczały.
- 16 maja – prezydent Zairu Mobutu Sese Seko został obalony, jego następcą został Laurent-Désiré Kabila, który przywrócił nazwę Demokratyczna Republika Konga.
- 19 maja – premiera filmu science fiction Zaginiony świat: Jurassic Park w reżyserii Stevena Spielberga.
- 21 maja – Iwan Kostow został premierem Bułgarii.
- 23 maja – Mohammad Chatami wygrał wybory prezydenckie w Iranie.
- 25 maja – w wojskowym zamachu stanu został obalony prezydent Sierra Leone Ahmad Tejan Kabbah.
- 27 maja – w Paryżu odbył się szczyt NATO-Rosja.
- 28 maja – w Paryżu podpisano dokument powołujący do życia pierwszą Radę Rosja-NATO; drugą tego typu organizację utworzono równo 5 lat później, w 2002 r., na Szczycie NATO-Rosja w Rzymie.

### Czerwiec
- 1 czerwca – Deve Gowda został premierem Indii.
- 3 czerwca – Lionel Jospin został premierem Francji.
- 5 czerwca – w Algierii odbyły się pierwsze od wybuchu wojny domowej wybory parlamentarne, do których nie został dopuszczony Islamski Front Ocalenia.
- 11 czerwca – Turyngia i Stolica Apostolska zawarły konkordat.
- 13 czerwca:
  - zamachowiec z Oklahoma City Timothy McVeigh został skazany przez sąd federalny na karę śmierci.
  - 59 osób zginęło, a 103 zostały ranne w pożarze kina w Nowym Delhi.
- 16 czerwca – w mieście Lurgan w Irlandii Północnej IRA zamordowała dwóch policjantów.
- 17 czerwca – parafowano Traktat amsterdamski.
- 23 czerwca – japoński podróżnik Mitsuro Oba pierwszy na świecie samotnie przeszedł na nartach przez zamarznięty Ocean Arktyczny.
- 25 czerwca – erupcja wulkanu Soufrière Hills na wyspie Montserrat na Morzu Karaibskim.
- 26 czerwca – Bertie Ahern został premierem Irlandii.
- 28 czerwca – Mike Tyson w czasie pojedynku bokserskiego z Evanderem Holyfieldem odgryzł rywalowi kawałek ucha.
- 30 czerwca – upłynął termin dziewięćdziesięciodziewięcioletniej dzierżawy Hongkongu przez Wielką Brytanię

### Lipiec
- 1 lipca:
  - Hongkong, zgodnie z deklaracją brytyjsko-chińską, stał się Specjalnym Regionem Administracyjnym ChRL.
  - Luksemburg objęła prezydencję w Radzie Unii Europejskiej.
  - premiera filmu Faceci w czerni.
- 4 lipca – na Marsie wylądowała amerykańska sonda Pathfinder wysłana z Ziemi 4 grudnia 1996 roku.
- 8 lipca – Węgry, Czechy i Polska zostały zaproszone do przystąpienia do NATO.
- 14 lipca – w wyniku zamachu bombowego w Algierze zginęło 21 osób.
- 20 lipca – Nacagijn Bagabandi został prezydentem Mongolii.
- 23 lipca:
  - Stany Zjednoczone i Meksyk podpisały układ o wolnym handlu.
  - Birma i Laos zostały przyjęte do Stowarzyszenia Narodów Azji Południowo-Wschodniej (ASEAN).
- 24 lipca – Rexhep Mejdani został prezydentem Albanii.
- 30 lipca – dwóch zamachowców-samobójców z Hamasu zdetonowało bomby na bazarze w Jerozolimie. Zginęło 16 osób, ponad 150 zostało rannych.

### Sierpień
- 1 sierpnia – firma McDonnell Douglas została przejęta przez Boeinga.
- 2 sierpnia:
  - Mohammad Chatami został prezydentem Iranu.
  - Charles Taylor został prezydentem Liberii.
- 3 sierpnia – należąca do Komorów wyspa Anjouan ogłosiła niepodległość.
- 5 sierpnia – zaczęto produkować VW Golfa IV w Niemczech.
- 6 sierpnia:
  - na wyspie Guam rozbił się samolot Boeing 747, zginęło 228 osób, a 26 ocalało.
  - Microsoft wykupił warty 150 milionów dolarów pakiet akcji borykającej się z problemami finansowymi przedsiębiorstwa Apple Computer.
- 12 sierpnia – Olivia Trappeniers, flamandzka piosenkarka, kompozytorka i autorka tekstów
- 13 sierpnia – wyemitowano premierowy odcinek serialu animowanego South Park, stworzonego przez Treya Parkera i Matta Stone’a.
- 22 sierpnia
  - w Brukseli, Kenijczyk Daniel Komen ustanowił rekord świata w biegu na 5000 m wynikiem 12.39,74 s.
  - ukazał się album Sehnsucht grupy Rammstein
- 24 sierpnia – w Kolonii:
  - Wilson Kipketer ustanowił rekord świata w biegu na 800 m wynikiem 1.41,11 s.
  - Bernard Barmasai ustanowił rekord świata w biegu na 3000 m przeszk. wynikiem 7.55,72 s.
- 25 sierpnia – sąd krajowy w Berlinie wydał wyroki skazujące m.in. Egona Krenza i Güntera Schabowskiego w procesie byłych członków Biura Politycznego SED.
- 29 sierpnia – algierska Zbrojna Grupa Islamska dokonała masakry 98 osób mieszkańców miejscowości Rais.
- 30 sierpnia – rozpoczął działalność Hattrick, internetowy menedżer piłkarski.
- 31 sierpnia – Diana, księżna Walii i jej przyjaciel Dodi Al-Fayed zginęli w wypadku samochodowym w Paryżu.

### Wrzesień
- 1 września – ukazał się album Calling All Stations grupy Genesis z udziałem Raya Wilsona
- 3 września – przy podchodzeniu do lądowania w kambodżańskiej stolicy Phnom Penh rozbił się wietnamski Tu-134. Zginęło 65 osób, jedna została ranna.
- 5 września – umiera w Kalkucie Matka Teresa, założycielka Zgromadzenia Misjonarek Miłości.
- 6 września – w Opactwie Westminsterskim odbył się pogrzeb Diany, księżnej Walii.
- 7 września – odbył się pierwszy lot testowy myśliwca Lockheed F-22 Raptor.
- 11 września – sonda Mars Global Surveyor osiągnęła orbitę Marsa.
- 13 września – w Kalkucie odbył się pogrzeb Matki Teresy.
- 14 września – w katastrofie kolejowej w środkowoindyjskim stanie Madhya Pradesh zginęło około 100 osób.
- 17 września – dokonano oblotu samolotu pasażerskiego An-140.
- 18 września:
  - Walia: referendum w sprawie autonomii.
  - przed Muzeum Egipskim w Kairze został ostrzelany bus z turystami; zginęło 9 Niemców i egipski kierowca.
- 19 września – 7 osób zginęło, a 139 zostało rannych w katastrofie kolejowej w Londynie.
- 23 września – na Słowacji utworzono Park Narodowy Płaskowyż Murański.
- 26 września:
  - Włochy: trzęsienie ziemi w Umbrii i Marche.
  - podczas podchodzenia do lądowania w Medan na Sumatrze rozbił się indonezyjski Airbus A300; zginęły 234 osoby.
- 27 września – odebrano ostatni przekaz z sondy Mars Pathfinder.
- 29 września – ukazał się album Bridges to Babylon grupy The Rolling Stones.

### Październik
- 2 października:
  - podpisano traktat amsterdamski.
  - papież Jan Paweł II rozpoczął podróż apostolską do Brazylii.
- 8 października – Kim Dzong Il został sekretarzem generalnym Partii Pracy Korei.
- 10 października – w katastrofie argentyńskiego samolotu DC-9 w Urugwaju zginęły 74 osoby.
- 15 października: 
  - w kierunku Saturna wystrzelono sondę Cassini-Huygens.
  - Brytyjczyk Andy Green, na pustyni w Nevadzie, kierując samochodem o napędzie odrzutowym Thrust SSC, po raz pierwszy przekroczył barierę dźwięku pojazdem naziemnym.
- 17 października – premiera filmu Adwokat diabła.
- 24 października – Moskwa: podpisanie przez Prezydentów: Federacji Rosyjskiej – B. Jelcyna i Litwy – Algirdasa Brazauskasa Układów O Granicy Państwowej między obu krajami oraz Układu O Rozgraniczeniu Stref Ekonomicznych I Szelfu Kontynentalnego Na Morzu Bałtyckim.
- 25 października – generał Denis Sassou-Nguesso, po obaleniu Pascala Lissouby, został po raz drugi prezydentem Konga.
- 26 października:
  - na Ukrainie powstała Partia Regionów.
  - Włochy oraz nieformalnie San Marino i Watykan przystąpiły do układu z Schengen.
- 31 października – Letsie III został koronowany na króla Lesotho.

### Listopad
- 9 listopada – wystartował kanał BBC News.
- 10 listopada – na Białorusi organizacje opozycyjne ogłosiły tzw. Kartę'97.
- 11 listopada:
  - Mary McAleese została zaprzysiężona na prezydenta Irlandii.
  - Gruzja zniosła karę śmierci.
- 14 listopada – premiera filmu Szakal.
- 16 listopada – chiński dysydent Wei Jingsheng został zwolniony z więzienia i deportowany do USA.
- 17 listopada – atak terrorystyczny na Świątynię Hatszepsut (Luksor).
- 19 listopada – rozpoczęła się misja STS-87 wahadłowca Columbia.

### Grudzień
- 2 grudnia:
  - papież Jan Paweł II utworzył Archidiecezję Vaduz w Liechtensteinie.
  - w wyniku wybuchu metanu w kopalni Zyrianowskaja w obwodzie kemerowskim w Rosji zginęło 67 górników.
- 3 grudnia:
  - przedstawiciele 121 państw podpisali Traktat ottawski, mający na celu wyeliminowanie min przeciwpiechotnych jako środka walki zbrojnej.
  - na Uniwersytecie Hawajskim urodziła się Cumulina, pierwsza sklonowana mysz, która w pełni się rozwinęła i dożyła wieku dorosłego.
- 5 grudnia – brytyjski obrońca praw zwierząt Barry Horne został skazany na 18 lat pozbawienia wolności za wzniecanie pożarów w sklepach futrzarskich w Bristolu.
- 6 grudnia – rosyjski samolot wojskowy An-124 rozbił się na osiedlu mieszkaniowym w Irkucku na Syberii; zginęły 23 osoby na pokładzie i 44 na ziemi.
- 8 grudnia – Jenny Shipley została pierwszą kobietą-premierem w historii Nowej Zelandii.
- 12 grudnia – odbyła się premiera filmu Jutro nie umiera nigdy.
- 15 grudnia – 85 osób zginęło, a jedna została ranna w katastrofie tadżyckiego samolotu Tu-154B-1, lecącego z Duszanbe do Szardży (ZEA).
- 16 grudnia – około 700 japońskich dzieci trafiło do szpitali z objawami epilepsji po obejrzeniu odcinka serialu animowanego z Pokémonami.
- 17 grudnia:
  - Václav Klaus ustąpił z funkcji premiera Czech.
  - ukraiński samolot pasażerski Jak-42 rozbił się w górach niedaleko Salonik; zginęło 70 osób.
- 19 grudnia:
  - katastrofa indonezyjskiego samolotu pasażerskiego na Sumatrze – zginęły 104 osoby.
  - premiera filmu Lepiej być nie może.
  - premiera filmu Jamesa Camerona Titanic.
- 20 grudnia – premiera filmu Życie jest piękne.
- 22 grudnia – 45 Indian z wioski Acetal zostało zmasakrowanych w kościele przez paramilitarny gang, w trakcie antyzapatystowskiej kampanii rządowej w meksykańskim stanie Chiapas.
- 24 grudnia – paryski sąd skazał na dożywotnie pozbawienie wolności wenezuelskiego terrorystę Ilicha Ramíreza Sáncheza, znanego jako Carlos Szakal.
- 29 grudnia:
  - Milan Milutinović został prezydentem Serbii.
  - aby zapobiec rozprzestrzenianiu ptasiej grypy w Hongkongu, rozpoczęto wybijanie kur.
- 30 grudnia – w dokonanych przez islamskich fundamentalistów masakrach 4 wiosek w prowincji Ghulajzan w północnej Algierii zginęło według nieoficjalnych danych 412 osób.

## Urodzili się

### Styczeń
- 1 stycznia:
  - Chloé Dygert, amerykańska kolarka torowa i szosowa
  - Abd al-Ilah Harun, katarski lekkoatleta, sprinter (zm. 2021)
- 2 stycznia – Fionn O’Shea, irlandzki aktor
- 3 stycznia:
  - Bogdan Nicolescu, rumuński koszykarz
  - Jérémie Boga, francuski piłkarz pochodzenia iworyjskiego
  - Markéta Davidová, czeska biathlonistka
- 4 stycznia – Debóra Dubei, węgierska koszykarka
- 5 stycznia:
  - Magdalena Gozdecka, polska piłkarka
  - Jesús Vallejo, hiszpański piłkarz
  - Zhang Yuning, chiński piłkarz
- 6 stycznia:
  - Emir Azemović, czarnogórski piłkarz
  - Daria Pikulik, polska kolarka torowa i szosowa
  - Żana Todorowa, bułgarska siatkarka
- 8 stycznia – Shelly Stafford, amerykańska siatkarka
- 9 stycznia:
  - Vanja Marinković, serbski koszykarz
  - Joao Benavides, peruwiański zapaśnik
  - Issa Diop, francuski piłkarz pochodzenia senegalskiego
  - Elwira Hierman, białoruska lekkoatletka, płotkarka
  - Chiara Hoenhorst, niemiecka siatkarka
  - Jacob Karlstrøm, norweski piłkarz
  - Adrián Marín, hiszpański piłkarz
  - Amanda Tenfjord, grecko-norweska piosenkarka
- 10 stycznia – Nandor Kuti, rumuński koszykarz
- 11 stycznia – Cody Simpson, australijski piosenkarz
- 12 stycznia
  - Julia Alboredo, brazylijska szachistka
  - Piia Korhonen, fińska siatkarka
- 13 stycznia:
  - Egan Bernal, kolumbijski kolarz szosowy i górski
  - Luis Díaz, kolumbijski piłkarz
  - Henry Ellenson, amerykański koszykarz
  - Joris Gnagnon, francuski piłkarz pochodzenia iworyjskiego
  - Connor McDavid, kanadyjski hokeista
  - Katarzyna Michalska, polska piłkarka
- 14 stycznia:
  - Nina Głonti, rosyjska koszykarka
  - Francesco Bagnaia, włoski kierowca wyścigowy
  - María Conde, hiszpańska koszykarka
  - Joey Luthman, amerykański aktor
  - Cedric Teuchert, niemiecki piłkarz
  - Anastasija Tołmaczowa, rosyjska wokalistka
  - Marija Tołmaczowa, rosyjska wokalistka
- 15 stycznia – Damian Ul, polski aktor
- 17 stycznia:
  - Sondre Brunstad Fet, norweski piłkarz
  - Miho Igarashi, japońska zapaśniczka
  - Jake Paul, amerykański aktor, bokser, youtuber
  - Jack Vidgen, australijski piosenkarz
- 18 stycznia – Aleksandra Dudek, polska siatkarka
- 19 stycznia:
  - Edin Atić, bośniacki koszykarz
  - Florian Ayé, francuski piłkarz
  - Noelle Mbouma, kongijska zapaśniczka
  - Dominika Sztandera, polska pływaczka
- 20 stycznia:
  - Heba Allejji, syryjska tenisistka stołowa
  - Stanisław Aniołkowski, polski kolarz szosowy
  - Blueface, amerykański raper, autor tekstów
  - Veronica Jones-Perry, amerykańska siatkarka
  - Georgina Nelthorpe, brytyjska zapaśniczka
  - Ołeksandr Tymczyk, ukraiński piłkarz
- 21 stycznia:
  - Dominika Poleszak, polska koszykarska
  - Mamadi Diakite, gwinejski koszykarz
- 23 stycznia:
  - Artur Łabinowicz, polsko-amerykański koszykarz
  - Ramadan Sobhi, egipski piłkarz
  - Karol Świderski, polski piłkarz
  - Gudaf Tsegay, etiopska lekkoatletka, biegaczka średniodystansowa
  - Éver Valencia, kolumbijski piłkarz
  - Jakub Ziobrowski, polski siatkarz
- 24 stycznia:
  - Justin James, amerykański koszykarz
  - Wiktor Sewioł, polski koszykarz
- 27 stycznia:
  - Dorota Banaszczyk, polska zawodniczka karate
  - Stiefanija Jełfutina, rosyjska żeglarka sportowa
  - Kirił Miłow, bułgarski zapaśnik
  - Kō Itakura, japoński piłkarz
- 28 stycznia:
  - Brodric Thomas, amerykański koszykarz
  - Maciej Bender, polski koszykarz
- 29 stycznia – Antoni Majewski, polski wiolonczelista
- 30 stycznia – Shaq Buchanan, amerykański koszykarz
- 31 stycznia:
  - Donte DiVincenzo, amerykański koszykarz pochodzenia włoskiego
  - Arnaut Groeneveld, holenderski piłkarz pochodzenia nigeryjskiego
  - Tiffany James, jamajska lekkoatletka, sprinterka
  - Anna Łazariewa, rosyjska siatkarka
  - Melvyn Richardson, francuski piłkarz ręczny

### Luty
- 1 lutego – Florjan Jelovčan, słoweński skoczek narciarski
- Young Multi  -  polski raper
- 2 lutego:
  - Ellie Bamber, brytyjska aktorka
  - Cameron Borthwick-Jackson, angielski piłkarz
  - Jaheel Hyde, jamajski lekkoatleta, płotkarz
  - Umar Sadiq, nigeryjski piłkarz
  - Noemi Stella, włoska lekkoatletka, chodziarka
- 3 lutego:
  - Lewis Cook, angielski piłkarz
  - Sebastian Grønning, duński piłkarz
  - Nils Seufert, niemiecki piłkarz
- 4 lutego – Ivan Rabb, amerykański koszykarz
- 5 lutego:
  - Françoise Abanda, kanadyjska tenisistka pochodzenia kameruńskiego
  - Patrick Roberts, angielski piłkarz
- 7 lutego:
  - Nicolò Barella, włoski piłkarz
  - Grace Bullen, norweska zapaśniczka
  - Anhelina Kalinina, ukraińska tenisistka
  - Matt Mooney, amerykański koszykarz
  - Yin Hang, chińska lekkoatletka, chodziarka
- 8 lutego:
  - Jagoda Maternia, polska siatkarka
  - Kathryn Newton, amerykańska aktorka
  - Grant Riller, amerykański koszykarz
  - Alex Zgardziński, polski żużlowiec
- 9 lutego – Walendini Gramatikopulu, grecka tenisistka
- 10 lutego:
  - Adam Armstrong, angielski piłkarz
  - Aurélio Buta, portugalski piłkarz
  - Natisha Hiedeman, amerykańska koszykarka
  - Josh Jackson, amerykański koszykarz
  - Lilly King, amerykańska pływaczka
  - Chloë Moretz, amerykańska aktorka
  - Rozalija Nasrietdinowa, rosyjska pływaczka
  - Nadia Podoroska, argentyńska tenisistka pochodzenia ukraińskiego
  - Philippe Sandler, holenderski piłkarz
  - Diamond Stone, amerykański koszykarz
- 11 lutego:
  - Hubert Hurkacz, polski tenisista
  - Patrick Kammerbauer, niemiecki piłkarz
  - Ekrem Öztürk, turecki zapaśnik
  - Elina Rodríguez, argentyńska siatkarka
  - Filip Uremović, chorwacki piłkarz
  - Lisa Vicari, niemiecka aktorka
  - Mateusz Wieteska, polski piłkarz
- 12 lutego:
  - Matteo Ferrari, włoski motocyklista wyścigowy
  - Clayton Lewis, nowozelandzki piłkarz
  - Nikita Nagorny, rosyjski gimnastyk
  - Fabio González, hiszpański piłkarz
- 14 lutego:
  - Braxton Key, amerykański koszykarz
  - Eugene Omoruyi, nigeryjski koszykarz, posiadający także kanadyjskie obywatelstwo
  - Kennedy Burke, amerykańska koszykarka
  - Jeremy Ebobisse, amerykański piłkarz
  - Breel Embolo, szwajcarski piłkarz pochodzenia kameruńskiego
  - Madison Iseman, amerykańska aktorka
  - Arman Adamian, rosyjski judoka
- 15 lutego:
  - Katarzyna Joks, polska koszykarka
  - Derrick Jones, amerykański koszykarz
  - Michał Lemaniak, polski piłkarz ręczny
- 16 lutego:
  - Dragoș Nedelcu, rumuński piłkarz
  - Laura Valette, francuska lekkoatletka, płotkarka
  - Natalja Wichlancewa, rosyjska tenisistka
- 17 lutego:
  - Zeki Çelik, turecki piłkarz
  - Simon Martirosjan, ormiański sztangista
  - Maksym Priadun, ukraiński piłkarz
  - Joanna Szwab, polska skoczkini narciarska
  - Wojciech Wątroba, polski koszykarz
- 18 lutego:
  - Odiseas Adam, grecki siatkarz
  - Konstanze Klosterhalfen, niemiecka lekkoatletka, biegaczka średnio- i długodystansowa
  - Patryk Niemiec, polski siatkarz
  - Gina Valentina, brazylijska aktorka pornograficzna
- 20 lutego:
  - Alexa Efraimson, brytyjska lekkoatletka, biegaczka
  - Vanja Milinković-Savić, serbski piłkarz, bramkarz
  - Paulina Żukowska, polska koszykarka
- 21 lutego:
  - Rachele Barbieri, włoska kolarka szosowa i torowa
  - Miguel David Gutiérrez, kubański siatkarz
  - Malik Newman, amerykański koszykarz
- 22 lutego – Jerome Robinson, amerykański koszykarz
- 23 lutego
  - Jamal Murray, kanadyjski koszykarz
  - Chen Wen-huei, tajwańska sztangiska
- 24 lutego:
  - Ebi Dishnica, albańska koszykarka
  - Kwadwo Duah, szwajcarski piłkarz pochodzenia ghańskiego
  - Noé Ewert, luksemburski piłkarz
  - Lloyd Harris, południowoafrykański tenisista
  - Rey Manaj, albański piłkarz
  - Samantha Seliger-Swenson, amerykańska siatkarka
  - Anna Żeriebiatjewa, rosyjska biegaczka narciarska
- 25 lutego:
  - Trevelin Queen, amerykański koszykarz
  - Santiago Ascacíbar, argentyński piłkarz
  - Brock Boeser, amerykański hokeista
  - Nugzari Curcumia, gruziński zapaśnik
  - Isabelle Fuhrman, amerykańska aktorka
  - Thon Maker, południowosudański koszykarz
  - Ana Mena, hiszpańska piosenkarka
- 28 lutego:
  - David DiLeo, amerykański koszykarz
  - Kathleen Baker, amerykańska pływaczka
  - Mady Camara, gwinejski piłkarz
  - Katsuhiro Matsumoto, japoński pływak
  - Kristina Siwkowa, rosyjska lekkoatletka, sprinterka
  - Virginia Thrasher, amerykańska strzelczyni sportowa

### Marzec
- 2 marca:
  - Julien Falchero, francuski kierowca wyścigowy
  - Becky G, amerykańska piosenkarka, raperka, autorka tekstów, aktorka
  - Arike Ogunbowale, amerykańska koszykarka pochodzenia nigeryjskiego
- 3 marca:
  - Witalij Zotow, ukraiński koszykarz
  - Allan, brazylijski piłkarz
  - Camila Cabello, amerykańska piosenkarka pochodzenia kubańsko-meksykańskiego
  - Rodgers Kwemoi, kenijski lekkoatleta, długodystansowiec
  - David Neres, brazylijski piłkarz
- 5 marca – Stéphane Gombauld, pochodzący z Gwadelupy, francuski koszykarz
- 6 marca:
  - Alisha Boe, norweska aktorka, piosenkarka pochodzenia somalijskiego
  - Evan McEachran, kanadyjski narciarz dowolny
  - Bojana Milenković, serbska siatkarka
- 7 marca – Natalia Bajor, polska tenisistka stołowa
- 8 marca:
  - Tijana Bošković, serbska siatkarka
  - Iréne Ekelund, szwedzka lekkoatletka, sprinterka
  - Zhu Jiang, chińska zapaśniczka
- 10 marca:
  - Belinda Bencic, szwajcarska tenisistka pochodzenia słowackiego
  - Ana Carrasco, hiszpańska motocyklistka wyścigowa
  - Sarasadat Chademalszari’e, irańska szachistka
  - Ángela Salvadores, hiszpańska koszykarka
- 11 marca:
  - Ajdin Penava, bośniacki koszykarz
  - Matreya Fedor, kanadyjska aktorka
  - Wiktorija Kondus, ukraińska koszykarka
  - Ray Spalding, amerykański koszykarz
- 12 marca:
  - Anna Comarella, włoska biegaczka narciarska
  - Fiona Ferro, francuska tenisistka
  - Dean Henderson, angielski piłkarz, bramkarz
  - Hanne Maudens, belgijska lekkoatletka, wieloboistka
  - Allan Saint-Maximin, francuski piłkarz pochodzenia gwadelupskiego
- 14 marca:
  - Simone Biles, amerykańska gimnastyczka
  - Fernando Fonseca, portugalski piłkarz
  - Alfred García, hiszpański piosenkarz
  - Dawid Kownacki, polski piłkarz
  - Harrie Lavreysen, holenderski kolarz torowy
  - Miles Robinson, amerykański piłkarz
- 15 marca:
  - Franziska Gritsch, austriacka narciarka alpejska
  - Pawieł Karnauchow, rosyjski hokeista pochodzenia bisłoruskiego
  - Jonjoe Kenny, angielski piłkarz
  - Samuel Scherrer, szwajcarski zapaśnik
- 16 marca:
  - Veronika Remenárová, słowacka koszykarka
  - Dominic Calvert-Lewin, angielski piłkarz
  - Gabriela Maciągowski, kanadyjsko-polska siatkarka
  - Florian Neuhaus, niemiecki piłkarz
  - Tyrel Jackson Williams, amerykański aktor
- 17 marca:
  - Konrad Bukowiecki, polski lekkoatleta, kulomiot i dyskobol
  - Mönchbaataryn Cogtgerel, mongolski zapaśnik
  - Katie Ledecky, amerykańska pływaczka pochodzenia czeskiego
- 18 marca:
  - Ciara Bravo, amerykańska aktorka
  - Lucas Robertone, argentyński piłkarz
  - Ippei Watanabe, japoński pływak
  - Ivica Zubac, chorwacki koszykarz
- 19 marca:
  - Weronika Grzelak, polska lekkoatletka, wieloboistka
  - Rūta Meilutytė, litewska pływaczka
  - Jan Repas, słoweński piłkarz
- 20 marca:
  - Bryan Cabezas, ekwadorski piłkarz
  - Marija Istomina, rosyjska biegaczka narciarska
  - Jamila Sanmoogan, gujańska pływaczka
- 21 marca:
  - Kalani Brown, amerykańska koszykarka
  - Chiara Grispo, włoska piosenkarka
  - Ramiro Guerra, urugwajski piłkarz
  - Martina Stoessel, argentyńska aktorka, piosenkarka, tancerka
- 23 marca – Paula Strautmane, łotewska koszykarka
- 24 marca – Lucilla Boari, włoska łuczniczka
- 25 marca:
  - Bartłomiej Bis, polski piłkarz ręczny
  - Tyler Hall, amerykański koszykarz
- 26 marca – Wenyen Gabriel, sudański koszykarz
- 27 marca:
  - Muhsen Al-Ghassani, omański piłkarz
  - Teahna Daniels, amerykańska lekkoatletka, sprinterka
  - Lalisa Manoban, tajska wokalistka, raperka, członkini zespołu Blackpink
  - Kristóf Rasovszky, węgierski pływak długodystansowy
  - Eda Tuğsuz, turecka lekkoatletka, oszczepniczka
  - Magdalena Warakomska, polska łyżwiarka szybka, specjalistka short tracku
- 28 marca:
  - Fabian Majcherski, polski siatkarz
  - Sebastian Samuelsson, szwedzki biathlonista
- 29 marca – Arón Piper, hiszpański aktor pochodzenia niemieckiego
- 30 marca:
  - Admiral Schofield, amerykański koszykarz
  - Wang Lina, chińska pięściarka
  - Igor Zubeldia, hiszpański piłkarz
- 31 marca:
  - Kristine Anigwe, amerykańska koszykarka pochodzenia nigeryjskiego
  - Michał Kolenda, polski koszykarz

### Kwiecień
- 1 kwietnia:
  - Kike Barja, hiszpański piłkarz
  - Asa Butterfield, brytyjski aktor
  - Katharina Liensberger, austriacka narciarka alpejska
  - Olivia Smart, brytyjsko-hiszpańska łyżwiarka figurowa
- 3 kwietnia – Conrado Buchanelli Holz, brazylijski piłkarz
- 5 kwietnia:
  - Asia Durr, amerykańska koszykarka
  - Nina Kennedy, australijska lekkoatletka, tyczkarka
  - Ida Lien, norweska biathlonistka
  - Borja Mayoral, hiszpański piłkarz
  - Danel Sinani, luksemburski piłkarz pochodzenia serbskiego
  - Kalif Young, kanadyjski koszykarz
- 6 kwietnia – Dominik Greif, słowacki piłkarz
- 7 kwietnia:
  - Oliver Burke, szkocki piłkarz
  - Liang Xiaojing, chińska lekkoatletka, sprinterka
- 9 kwietnia:
  - Chawki Doulache, algierski zapaśnik
  - Aleksiej Kononow, rosyjski siatkarz
  - Kim Son-hyang, północnokoreańska zapaśniczka
- 10 kwietnia:
  - Vlatko Čančar, słoweński koszykarz
  - Martin Hamann, niemiecki skoczek narciarski
  - Julia Smeets, belgijska siatkarka
- 11 kwietnia:
  - Miriam Kolodziejová, czeska tenisistka
  - Mélovin, ukraiński piosenkarz, kompozytor, autor tekstów
  - Suat Serdar, niemiecki piłkarz pochodzenia tureckiego
  - Magdalena Woźniczka, polska siatkarka
  - Maria Woźniczka, polska siatkarka
- 12 kwietnia – Stephanie Watts, amerykańska koszykarka
- 14 kwietnia – Alona Sutiagina, rosyjska skoczkini narciarska
- 15 kwietnia:
  - Donavan Brazier, amerykański lekkoatleta, średniodystansowiec
  - Tim Hall, luksemburski piłkarz
  - Andmesh Kamaleng, indonezyjski piosenkarz
  - Bibiert Tumienow, rosyjski bokser
  - Maisie Williams, brytyjska aktorka
- 16 kwietnia:
  - Oliwia Jabłońska, polska pływaczka, paraolimpijka
  - Micah Maʻa, amerykański siatkarz
  - Justyna Święs, polska piosenkarka, autorka tekstów, aktorka
- 17 kwietnia:
  - Tilen Bartol, słoweński skoczek narciarski
  - Nika Kenczadze, gruziński zapaśnik
  - Dmitrij Łankin, rosyjski gimnastyk
  - Jorge Meré, hiszpański piłkarz
  - Juwan Morgan, amerykański koszykarz
  - Matt Ryan, amerykański koszykarz
  - Jekatierina Palcewa, rosyjska pięściarka
- 18 kwietnia – Caleb Swanigan, amerykański koszykarz
- 19 kwietnia:
  - Okechukwu Azubuike, nigeryjski piłkarz
  - Alejandra Orozco, meksykańska skoczkini do wody
  - Margot Yerolymos, francuska tenisistka
- 20 kwietnia:
  - Morgan Bertsch, amerykańska koszykarka
  - Alexander Zverev, niemiecki tenisista
- 21 kwietnia:
  - Gong Xiangyu, chińska siatkarka
  - Gabriela Knutson, czeska tenisistka
  - Mikel Oyarzabal, hiszpański piłkarz narodowości baskijskiej
  - Thunya Sukcharoen, tajska sztangistka
- 22 kwietnia:
  - Louis Delétraz, szwajcarski kierowca wyścigowy
  - Aarón Martín, hiszpański piłkarz
  - Agnieszka Skalniak, polska kolarka szosowa
- 23 kwietnia – Aleksandra Nykiel, polska piosenkarka
- 24 kwietnia:
  - Kiriłł Aloszyn, rosyjski łyżwiarz figurowy
  - Alona Bugakowa, rosyjska lekkoatletka, dyskobolka i kulomiotka
  - Bohdan Kowałenko, ukraiński piłkarz
  - Wieronika Kudiermietowa, rosyjska tenisistka
  - Tomáš Ladra, czeski piłkarz
- 25 kwietnia:
  - Boris Buša, serbski siatkarz
  - Karina Chmielewska, polska siatkarka
  - Nawel Hammouche, algierska siatkarka
  - Mateusz Studziński, polski hokeista, bramkarz
  - Zdechły Osa, polski wokalista, autor tekstów
- 26 kwietnia
  - Amber Midthunder, amerykańska aktorka
  - Moritz Wagner, niemiecki koszykarz
- 27 kwietnia – Livio Loi, belgijski motocyklista
- 28 kwietnia – Anna Cockrell, amerykańska lekkoatletka, płotkarka
- 30 kwietnia – Alexandria Glaude, amerykańska zapaśniczka

### Maj
- 1 maja:
  - Klaudia Kulig, polska siatkarka
  - Brandon Sampson, amerykański koszykarz
- 3 maja:
  - Lisa Boattin, włoska piłkarka
  - Desiigner, amerykański raper, piosenkarz, autor tekstów
  - Ivana Jorović, serbska tenisistka
  - Clément Noël, francuski narciarz alpejski
  - Lilian Rengeruk, kenijska lekkoatletka, biegaczka długodystansowa
- 4 maja:
  - Ben Dolic, słoweński piosenkarz
  - Jon Teske, amerykański koszykarz
- 5 maja:
  - Maruša Seničar, słoweńska koszykarka
  - Mitchell Marner, kanadyjski hokeista
  - Jaume Munar, hiszpański tenisista
  - Katherine Sauerbrey, niemiecka biegaczka narciarska
  - Seemone, francuska piosenkarka
  - Jordan Thompson, amerykańska siatkarka
  - Darko Todorović, bośniacki piłkarz
- 6 maja:
  - Tanasis Andrutsos, grecki piłkarz
  - Presley Hudson, amerykańska koszykarka
  - Duncan Scott, brytyjski pływak
- 7 maja:
  - Jamuna Boro, indyjska pięściarka
  - Darja Kasatkina, rosyjska tenisistka
  - Adam Mišík, czeski aktor, piosenkarz, gitarzysta
  - Youri Tielemans, belgijski piłkarz
- 8 maja:
  - Alex Gersbach, australijski piłkarz
  - Rami Kaib, tunezyjski piłkarz
  - Renan de Oliveira, brazylijski piłkarz
  - T-Fest, ukraiński raper, piosenkarz
  - Matías Vargas, argentyński piłkarz
- 9 maja – Zane Huett, amerykański aktor
- 10 maja:
  - Chen Nien-chin, tajwańska pięściarka
  - Artur Najfonow, rosyjski zapaśnik
  - Richarlison, brazylijski piłkarz
  - Vladislavs Sorokins, łotewski piłkarz
  - Enes Ünal, turecki piłkarz
  - Jeff Dowtin, amerykański koszykarz
- 11 maja:
  - Chelsea Dungee, amerykańska koszykarka
  - Lana Condor, amerykańska aktorka pochodzenia wietnamskiego
  - Olivia Tjandramulia, australijska tenisistka pochodzenia indonezyjskiego
- 12 maja:
  - Mahir Əmiraslanov, azerski zapaśnik
  - Ismael Díaz, panamski piłkarz
  - Frenkie de Jong, holenderski piłkarz
  - Morgan Lake, brytyjska lekkoatletka, wieloboistka
  - Odeya Rush, izraelsko-amerykańska aktorka, modelka
- 14 maja – Radka Stašová, słowacka koszykarka
- 16 maja:
  - Terence Davis, amerykański koszykarz
  - Weronika Zielińska-Stubińska, polska sztangistka
- 18 maja:
  - Filippo Berardi, sanmaryński piłkarz
  - Jarosława Frołowa, rosyjska piłkarka ręczna
  - Mei Kotake, japońska wspinaczka sportowa
  - Alejandro Rejón Huchin, meksykański poeta, menadżer kultury i dziennikarz
- 19 maja – Lisa Berkani, francuska koszykarka
- 20 maja:
  - Sylwia Matysik, polska piłkarka
  - Joakim Mæhle, duński piłkarz
- 22 maja:
  - Brianna Fraser, amerykańska koszykarka
  - Bridget Carleton, kanadyjska koszykarka
  - Tyler Davis, portorykański koszykarz
  - Enes Mahmutovic, luksemburski piłkarz pochodzenia czarnogórskiego
  - Lauri Markkanen, fiński koszykarz
  - Roland Sallai, węgierski piłkarz
- 23 maja – Alina Reh, niemiecka lekkoatletka, biegaczka
- 26 maja:
  - Marta Lach, polska kolarka szosowa
  - Larisa Ocvirk, słoweńska koszykarka
- 27 maja:
  - Anna Bondár, węgierska tenisistka
  - Konrad Laimer, austriacki piłkarz
- 28 maja – Janis Ndiba, holenderska koszykarka

### Czerwiec
- 3 czerwca:
  - Han Yue, chińska zapaśniczka
  - Louis Hofmann, niemiecki aktor
  - Philipp Malicsek, austriacki piłkarz
  - Ren Ziwei, chiński łyżwiarz szybki, specjalista short tracku
- 4 czerwca:
  - Pola Dmochewicz, polska koszykarka
  - Jonathan Lewis, amerykański piłkarz pochodzenia jamajskiego
  - Josh Reaves, amerykański koszykarz
  - Riho, japońska wrestlerka
- 5 czerwca:
  - Dominik Kossakowski, polski żużlowiec
  - Olivia Różański, polska siatkarka
  - Anna Stjażkina, rosyjska szachistka
- 6 czerwca:
  - Julia Banaś, polska modelka
  - Janosch Brugger, niemiecki biegacz narciarski
  - Aaron Herrera, amerykański piłkarz
- 7 czerwca:
  - Robert Janicki, polski piłkarz
  - Julia Krass, amerykańska narciarka dowolna
  - Əfqan Xaşalov, azerski zapaśnik
  - Luis Zayas, kubański lekkoatleta, skoczek wzwyż
- 8 czerwca
  - Aneta Konieczek, polska lekkoatletka, biegaczka
  - Jeļena Ostapenko, łotewska tenisistka
- 9 czerwca:
  - Shen Duo, chińska pływaczka
  - Ołeksij Zbuń, ukraiński piłkarz
- 10 czerwca – Swiatosław Mychajluk, ukraiński koszykarz
- 11 czerwca – Unai Simón, hiszpański piłkarz, bramkarz narodowości baskijskiej
- 12 czerwca – Sebastián Córdova, meksykański piłkarz
- 13 czerwca:
  - Kutman Kadyrbekow, kirgiski piłkarz, bramkarz
  - Mateusz Masłowski, polski siatkarz
  - Katie Lou Samuelson, amerykańska koszykarka
  - Agata Zacheja, polska judoczka
  - Chris Duarte, dominikański koszykarz
- 14 czerwca – Freddie Gillespie, amerykański koszykarz
- 16 czerwca:
  - Jean-Kévin Augustin, francuski piłkarz pochodzenia haitańskiego
  - Artiom Dołgopiat, izraelski gimnastyk
  - Paulina Dudek, polska piłkarka
  - Katharina Gallhuber, austriacka narciarka alpejska
- 17 czerwca:
  - KJ Apa, nowozelandzki aktor
  - Ky Bowman, amerykański koszykarz
  - Aleksandr Bublik, rosyjski i kazachski tenisista
  - Rosefline Chepngetich, kenijska lekkoatletka, biegaczka
  - Amir Coffey, amerykański koszykarz
  - Takasahi Ishiguro, japoński zapaśnik
  - Karolina Ostrowska, polska piłkarka
  - Roksana Płonka, polska koszykarka
  - Raluca Șerban, cypryjska tenisistka
- 18 czerwca:
  - Alina Bobrakowa, rosyjska skoczkini narciarska
  - Maite Cazorla, hiszpańska koszykarka
  - Jacob Evans, amerykański koszykarz
  - Amine Harit, marokański piłkarz
  - Katharina Hobgarski, niemiecka tenisistka
- 19 czerwca:
  - Naomi Davenport, amerykańska koszykarka
  - Miran Kujundžić, serbski siatkarz
  - Sheyi Ojo, angielski piłkarz pochodzenia nigeryjskiego
  - Maria Żodzik, polska lekkoatletka, skoczkini wzwyż
- 21 czerwca:
  - Rebecca Black, amerykańska piosenkarka
  - Artem Dowbyk, ukraiński piłkarz
- 22 czerwca:
  - Tami Grende, indonezyjska tenisistka
  - Mayu Mukaida, japońska zapaśniczka
  - Isabella Wranå, szwedzka curlerka
- 23 czerwca:
  - Bożidar Kraew, bułgarski piłkarz
  - Chen Qingchen, chińska badmintonistka
- 24 czerwca – Kevon Harris, amerykański koszykarz
- 25 czerwca:
  - Rodrigo Bentancur, urugwajski piłkarz
  - Magdalena Jaskółka, polska łyżwiarka figurowa
  - Bassem Srarfi, tunezyjski piłkarz
  - Kinga Szemik, polska piłkarka, bramkarka
- 27 czerwca – Hanene Salaouandji, algierska zapaśniczka
- 28 czerwca:
  - Alexandra Anghel, rumuńska zapaśniczka
  - Aleix García, hiszpański piłkarz
  - Jean-Philippe Mateta, francuski piłkarz
  - Shakur Stevenson, amerykański bokser
- 29 czerwca:
  - Mikkel Duelund, duński piłkarz
  - Jia Yifan, chińska badmintonistka
  - Rolando Mandragora, włoski piłkarz
  - Christos Wheeler, cypryjski piłkarz pochodzenia amerykańskiego
- 30 czerwca – Olga Niedziałek, polska lekkoatletka, chodziarka

### Lipiec
- 2 lipca:
  - Kristýna Adamčíková, czeska siatkarka
  - Marquese Chriss, amerykański koszykarz
  - Patrycja Chudziak, polska wspinaczka sportowa
  - Michał Kołodziej, polski koszykarz
- 3 lipca – Johan Guzmán, dominikański piłkarz
- 4 lipca – Malik Fitts, amerykański koszykarz
- 5 lipca:
  - Marte Mæhlum Johansen, norweska biegaczka narciarska
  - Tafari Moore, angielski piłkarz pochodzenia jamajskiego
- 7 lipca:
  - Medina Warda Aulia, indonezyjska szachistka
  - Tigist Mekonen, bahrajńska lekkoatletka, biegaczka długodystansowa pochodzenia etiopskiego
  - Myles Powell, amerykański koszykarz
  - Magnus Rød, norweski piłkarz ręczny
  - Aleksandra Rosiak, polska piłkarka ręczna
  - Paweł Salacz, polski piłkarz ręczny
- 8 lipca:
  - David Brooks, walijski piłkarz
  - Alexandru Cicâldău, rumuński piłkarz
  - Ty Jerome, amerykański koszykarz
  - Anastasija Komardina, rosyjska tenisistka
  - Jani Korpela, fiński futsalista
- 9 lipca:
  - Hanna Ihedioha, niemiecka snowboardzistka pochodzenia nigeryjskiego
  - Cristian Rivera, hiszpański piłkarz
  - Tatjana Schoenmaker, południowoafrykańska pływaczka
  - Lamar Stevens, amerykański koszykarz
- 10 lipca
  - Ebba Andersson, szwedzka biegaczka narciarska
  - Alba Baptista, portugalska aktorka, która wystąpiła m.in. w serialu Netfliksa Warrior Nun(inne języki)
- 11 lipca – Aric Holman, amerykański koszykarz
- 12 lipca:
  - Jean-Kévin Duverne, francuski piłkarz
  - Pablo Maffeo, hiszpański piłkarz
  - Malala Yousafzai, pakistańska działaczka na rzecz praw kobiet, laureatka Pokojowej Nagrody Nobla
- 13 lipca – Leo Howard, amerykański aktor
- 15 lipca:
  - Nastja Govejšek, słoweńska pływaczka
  - Maycon, brazylijski piłkarz
  - Jil Teichmann, szwajcarska tenisistka
- 17 lipca:
  - OG Anunoby, brytyjski koszykarz pochodzenia nigeryjskiego
  - Amadou Diawara, gwinejski piłkarz
  - Jakub Kochanowski, polski siatkarz
  - Bartosz Kwolek, polski siatkarz
  - Katerina Stewart, amerykańska tenisistka
- 18 lipca:
  - Serhij Pawłow, ukraiński koszykarz
  - Bam Adebayo, amerykański koszykarz pochodzenia nigeryjskiego
  - Chiara Hölzl, austriacka skoczkini narciarska
  - Noah Lyles, amerykański lekkoatleta, sprinter
  - Simone Marcovecchio, włoski siatkarz
  - Viktor Polášek, czeski skoczek narciarski
- 21 lipca:
  - Omari Spellman, amerykański koszykarz
  - Jaylyn Agnew, amerykańska koszykarka
- 22 lipca:
  - Francesca Di Lorenzo, amerykańska tenisistka pochodzenia włoskiego
  - Aidan Lea, kanadyjska siatkarka
  - Fergus Riordan, brytyjski aktor
- 23 lipca – Matija Šarkić, czarnogórski piłkarz pochodzenia angielskiego (zm. 2024)
- 24 lipca:
  - Gianluca Galassi, włoski siatkarz
  - Vinzenz Geiger, niemiecki kombinator norweski
  - Furkan Korkmaz, turecki koszykarz
  - Emre Mor, turecki piłkarz
  - Cailee Spaeny, amerykańska aktorka
- 26 lipca:
  - Sebastian Aho, fiński hokeista
  - Kinga Piędel, polska koszykarka
  - Ewa Swoboda, polska lekkoatletka, sprinterka
  - Nazar Werbny, ukraiński piłkarz
- 27 lipca:
  - Alaa Abbas, iracki piłkarz
  - Rai Benjamin, amerykański lekkoatleta, płotkarz i sprinter pochodzenia antiguańsko-barbudzkiego
  - G’Angelo Hancock, amerykański zapaśnik
  - Hidayət Heydərov, azerski judoka
  - Sylwia Zyzańska, polska łuczniczka
- 28 lipca:
  - Habiba Tarik Fathi Atijja, egipska zapaśniczka
  - Anna Emilie Møller, duńska lekkoatletka, biegaczka
  - Óscar Tigreros, kolumbijski zapaśnik
  - Lindy Waters, amerykański koszykarz
- 29 lipca – Buse Ünal, turecka siatkarka
- 30 lipca:
  - Finneas O’Connell, amerykański piosenkarz, gitarzysta, kompozytor, producent muzyczny, autor tekstów, aktor
  - Annamaria Prezelj, słoweńska koszykarka

### Sierpień
- 1 sierpnia:
  - María Araújo, hiszpańska koszykarka
  - Bilana Dudowa, bułgarska zapaśniczka
  - Yomif Kejelcha, etiopski lekkoatleta, długodystansowiec
  - Marie Schölzel, niemiecka siatkarka
- 2 sierpnia:
  - Seiya Kitano, japoński piłkarz
  - Bjorg Lambrecht, belgijski kolarz szosowy (zm. 2019)
  - Adrian Purzycki, polski piłkarz
  - Christina Robinson, amerykańska aktorka
  - Ivan Šaponjić, serbski piłkarz
- 3 sierpnia:
  - Daniel Crowley, angielski piłkarz pochodzenia irlandzkiego
  - Tim Fuchs, niemiecki skoczek narciarski
  - Kaja Ziomek, polska łyżwiarka szybka
- 4 sierpnia:
  - Laurence Beauregard, kanadyjska zapaśniczka
  - Bence Halász, węgierski lekkoatleta, młociarz i dyskobol
  - Miye Oni, amerykański koszykarz pochodzenia nigeryjskiego
  - Jekatierina Riabowa, rosyjska piosenkarka
  - Natalia Strzałka, polska zapaśniczka
- 5 sierpnia:
  - Olivia Holt, amerykańska aktorka, piosenkarka
  - Adam Irigoyen, amerykański aktor, piosenkarz, raper, tancerz
  - Jack White, australijski koszykarz
- 6 sierpnia
  - Rinka Duijndam, holenderska piłkarka ręczna, bramkarka
  - Kristína Schmiedlová, słowacka tenisistka
- 7 sierpnia – Donta Hall, amerykański koszykarz
- 8 sierpnia – Kyle Duncan, amerykański piłkarz
- 9 sierpnia – Hifumi Abe, japoński judoka
- 10 sierpnia
  - Kylie Jenner, amerykańska modelka, celebrytka
  - Alina Kenzel, niemiecka lekkoatletka, kulomiotka
- 11 sierpnia:
  - Yinka Ajayi, nigeryjska lekkoatletka, sprinterka
  - Kimberly Drewniok, niemiecka siatkarka
  - Kyle Guy, amerykański koszykarz
- 12 sierpnia – Zuzanna Puc, polska koszykarka
- 13 sierpnia:
  - Kaja Grygiel, polska koszykarka
  - Pol Lirola, hiszpański piłkarz
  - Lilia Mejri, tunezyjska zapaśniczka
  - Iwan Wasyl, polski koszykarz
- 14 sierpnia:
  - Mfiondu Kabengele, kanadyjski koszykarz pochodzenia kongijskiego
  - Greet Minnen, belgijska tenisistka
- 15 sierpnia:
  - Nada al-Badwawi, pływaczka ze Zjednoczonych Emiratów Arabskich
  - Julie Meynen, luksemburska pływaczka
- 16 sierpnia:
  - Greyson Chance, amerykański piosenkarz, pianista
  - Piper Curda, amerykańska aktorka, piosenkarka
- 18 sierpnia:
  - Yohanes Chiappinelli, włoski lekkoatleta, średniodystansowiec pochodzenia etiopskiego
  - Klaudia Cieślik, polska judoczka
  - Josephine Langford, australijska aktorka
  - Renato Sanches, portugalski piłkarz pochodzenia kabowerdyjskiego
- 19 sierpnia:
  - Bartłomiej Drągowski, polski piłkarz, bramkarz
  - Jesper Jenset, norweski piosenkarz
  - Killy, kanadyjski raper
  - Ołena Kremzer, ukraińska zapaśniczka
  - Reynhardt Louw, południowoafrykański zapaśnik
  - Florian Wellbrock, niemiecki pływak
- 21 sierpnia:
  - Lucie Svěcená, czeska pływaczka
  - Victoria, bułgarska piosenkarka
- 24 sierpnia – Alan Walker, norweski DJ i producent muzyczny
- 25 sierpnia:
  - Jay Huff, amerykański koszykarz
  - Agata Dziarmagowska, polska piosenkarka
  - Katie Ormerod, brytyjska snowboardzistka
- 26 sierpnia:
  - Taylor Emery, amerykańska koszykarka
  - Yan Eteki, kameruński piłkarz
  - Amr Rida Ramadan Husajn, egipski zapaśnik
  - Samuel Kalu, nigeryjski piłkarz
  - Julian Zenger, niemiecki siatkarz
- 27 sierpnia:
  - Yukako Kawai, japońska zapaśniczka
  - Lucas Paquetá, brazylijski piłkarz
- 28 sierpnia:
  - Andrew Bazzi(inne języki), amerykański piosenkarz
  - Mohamed Ali Camara, gwinejski piłkarz
  - Chen Ting, chińska lekkoatletka, trójskoczkini
  - Indiiana, holendersko-dominikańska piosenkarka
  - Reilly Opelka, amerykański tenisista
  - Aleksandra Orłowa, rosyjska narciarka dowolna
  - Marcel Ponitka, polski koszykarz
  - Klaudia Regin, polska lekkoatletka, oszczepniczka
  - Gerson Torres, kostarykański piłkarz
- 31 sierpnia:
  - Huang Hsiao-wen, tajwańska pięściarka
  - Tomasz Fornal, polski siatkarz
  - Dika Mem, francuski piłkarz ręczny
  - Arkadiusz Moryto, polski piłkarz ręczny
  - Matthew Soukup, kanadyjski skoczek narciarski

### Wrzesień
- 1 września:
  - Joan Mir, hiszpański motocyklista wyścigowy
  - Hande Baladın, turecka siatkarka
  - Landry Dimata, belgijski piłkarz pochodzenia kongijskiego
  - Jungkook, południowokoreański wokalista, autor tekstów, członek zespołu BTS
- 2 września:
  - Mariela Fasula, grecka koszykarka
  - Hanna Crymble, amerykańska koszykarka
  - Brandon Ingram, amerykański koszykarz
  - Stefan Jewtoski, macedoński piłkarz
  - Tomasz Piotrowski, polski siatkarz
  - Sanah, polska piosenkarka
- 4 września – Isiah Brown, amerykański koszykarz
- 5 września:
  - Skylar Mays, amerykański koszykarz
  - Endre Strømsheim, norweski biathlonista
  - Minami Watanabe, japońska skoczkini narciarska
- 6 września – Mallory Comerford, amerykańska pływaczka
- 7 września:
  - Gustav Berggren, szwedzki piłkarz
  - Dean-Charles Chapman, brytyjski aktor
  - Misuzu Enomoto, japońska zapaśniczka
  - Iulian Pîtea, rumuński skoczek narciarski
  - Kheira Yahiaouchi, algierska zapaśniczka
- 9 września:
  - László Bénes, słowacki piłkarz pochodzenia węgierskiego
  - Alessandro D’Addario, sanmaryński piłkarz
  - Fredrik Jensen, fiński piłkarz pochodzenia szwedzkiego
  - Rachael Karker, kanadyjska narciarka dowolna
  - Javier Ontiveros, hiszpański piłkarz
  - Denis Stumpf, luksemburski piłkarz
  - Felix Uduokhai, niemiecki piłkarz pochodzenia nigeryjskiego
- 11 września:
  - Lidija Durkina, rosyjska biegaczka narciarska
  - Julia Marino, amerykańska snowboardzistka
  - Marin Pongračić, chorwacki piłkarz
  - Harmony Tan, francuska tenisistka pochodzenia chińsko-kambodżańskiego
- 12 września:
  - Julia Kern, amerykańska biegaczka narciarska
  - Sophia Schneider, niemiecka biathlonistka
  - Sydney Sweeney, amerykańska aktorka
- 15 września:
  - Álex Carbonell, hiszpański piłkarz
  - Łukasz Dyczko, polski saksofonista
  - Annika Wendle, niemiecka zapaśniczka
- 16 września – Sara Fantini, włoska lekkoatletka, młociarka
- 17 września:
  - Luke Greenbank, brytyjski pływak
  - Auston Matthews, amerykański hokeista
  - Daria Tymann, polska judoczka
- 19 września:
  - Konrad Michalak, polski piłkarz
  - Marta Nowicka, polska koszykarka
- 21 września:
  - Delaila Amega, holenderska piłkarka ręczna
  - Victor Coroller, francuski lekkoatleta, płotkarz
  - Wiktorija Georgiewa, bułgarska piosenkarka, autorka tekstów
- 22 września:
  - Jake Clarke-Salter, angielski piłkarz
  - Laura Juškaitė, litewska koszykarka
  - Emilia Stachurska, polska aktorka
- 23 września:
  - Tyler Cook, amerykański koszykarz
  - Augusto Fernández(inne języki), hiszpański motocyklista wyścigowy
- 24 września – Kaysha Love, amerykańska bobsleistka, lekkoatletka
- 25 września:
  - Durel Avounou, kongijski piłkarz
  - Pierre Barbier, francuski kolarz szosowy
  - Martin Miller, estoński piłkarz
  - Suzanne Schulting, holenderska łyżwiarka szybka, specjalistka short tracku
  - Szymon Żurkowski, polski piłkarz
- 29 września:
  - Hamad Al-Shamsan, bahrajński piłkarz
  - Luara Hajrapetian, ormiańska piosenkarka
- 30 września:
  - Andonis Koniaris, grecki koszykarz
  - Santeri Hostikka, fiński piłkarz
  - Julia Kowalczyk, polska judoczka
  - Max Verstappen, holenderski kierowca wyścigowy
  - Asier Villalibre, hiszpański piłkarz
  - Renata Zarazúa, meksykańska tenisistka

### Październik
- 1 października:
  - Jade Bird, brytyjska piosenkarka, autorka tekstów
  - Charles Geoffrey Chinedu, nigeryjski piłkarz
  - Hamza Choudhury, angielski piłkarz pochodzenia bangladesko-grenadyjskiego
  - Maximilian Kappler, niemiecki motocyklista wyścigowy
  - Dedric Lawson, amerykański koszykarz
  - Emmanuel Nworie, nigeryjski zapaśnik
- 2 października:
  - Tammy Abraham, angielski piłkarz
  - Lovlina Borgohain, indyjska pięściarka
  - Sofian Kiyine, marokański piłkarz
  - Magda Rajtor, polska gimnastyczka
- 3 października:
  - Sonia Chahal, indyjska pięściarka
  - Jonathan Isaac, amerykański koszykarz
  - Jin Boyang, chiński łyżwiarz figurowy
  - Jakub Łabojko, polski piłkarz
- 4 października:
  - Emily Overholt, kanadyjska pływaczka
  - Jakub Piotrowski, polski piłkarz
  - Nikola Vlašić, chorwacki piłkarz
- 5 października:
  - Santiago Comesaña, hiszpański piłkarz
  - Rong Ningning, chińska zapaśniczka
  - Paul Winter, niemiecki skoczek narciarski
- 6 października – Mohammed Al-Hardan, bahrajński piłkarz
- 7 października:
  - Justyna Kaczkowska, polska kolarka torowa
  - Kira Kosarin, amerykańska aktorka
- 8 października:
  - Nazim Babayev, azerski lekkoatleta, trójskoczek
  - Steven Bergwijn, holenderski piłkarz pochodzenia surinamskiego
  - Fernanda Contreras Gómez, meksykańska tenisistka
  - Marco Odermatt, szwajcarski narciarz alpejski
  - Bella Thorne, amerykańska aktorka, modelka, tancerka, piosenkarka
- 9 października:
  - Daniela Macías, peruwiańska badmintonistka
  - Roneisha McGregor, jamajska lekkoatletka, sprinterka
  - Angelica Moser, szwajcarska lekkoatletka, tyczkarka
- 10 października:
  - Kieran Dowell, angielski piłkarz
  - Anita Formela, polska judoczka
  - José Carlos Martínez, gwatemalski piłkarz
- 11 października – Sylwia Szczerbińska, polska kajakarka
- 12 października:
  - Eva Klímková, czeska modelka
  - Agustín Loser, argentyński siatkarz
  - Nikola Milenković, serbski piłkarz
  - Justin Robinson, amerykański koszykarz
- 13 października – Johanne Killi, norweska narciarka dowolna
- 14 października – Advan Kadušić, bośniacki piłkarz
- 15 października:
  - Jarl Magnus Riiber, norweski skoczek narciarski, kombinator norweski
  - Andreja Slokar, słoweńska narciarka alpejska
  - Arella Guirantes, portorykańska koszykarka, posiadająca także amerykańskie obywatelstwo
- 16 października:
  - Olha Jackoweć, ukraińska koszykarka
  - Janina Inkina, białoruska koszykarka
  - Charles Leclerc, monakijski kierowca wyścigowy
  - Naomi Ōsaka, japońska tenisistka pochodzenia haitańskiego
  - Jago Abuładze, rosyjski judoka
- 19 października – Camilla Mingardi, włoska siatkarka
- 22 października – Mikołaj Ratajczak, polski koszykarz
- 24 października:
  - Edson Álvarez, meksykański piłkarz
  - Sera Kutlubey, turecka aktorka
  - Raye, brytyjska piosenkarka, autorka tekstów pochodzenia szwajcarsko-ghańskiego
  - Lars Skupień, polski żużlowiec
  - Rachel Watters, amerykańska zapaśniczka
- 26 października:
  - Salih Aydın, turecki zapaśnik
  - Paulina Paszek, polska kajakarka
  - Billy Preston, amerykański koszykarz
- 27 października:
  - Justin Wright-Foreman, amerykański koszykarz
  - Aleksandra Makurat, polska koszykarka
- 28 października:
  - Taylor Fritz, amerykański tenisista
  - Karol Kamiński, polski koszykarz
  - Sierra McCormick, amerykańska aktorka
  - Julia Walczyk-Klimaszyk, polska florecistka
- 30 października:
  - Alan Banaszek, polski kolarz szosowy
  - Calveion Landrum, amerykańska koszykarka
  - Sean Longstaff, angielski piłkarz
- 31 października:
  - Mathías Olivera, urugwajski piłkarz
  - Marcus Rashford, angielski piłkarz
  - Iván Sosa, kolumbijski kolarz szosowy
  - Holly Taylor, kanadyjska aktorka

### Listopad
- 1 listopada:
  - Ahmad Hasan Ali Mahmud Ahmad, egipski zapaśnik
  - Kaylee Bryant, amerykańska aktorka, modelka
  - Ryan Mmaee, marokański piłkarz pochodzenia kameruńskiego
  - Nordi Mukiele, francuski piłkarz pochodzenia kongijskiego
  - Elvis Rexhbeçaj, niemiecki piłkarz pochodzenia kosowskiego
- 2 listopada
  - Solène Butruille, francuska florecistka
  - Inka, polska piosenkarka, kompozytorka
- 3 listopada – Natasha Mack, amerykańska koszykarka
- 4 listopada:
  - Adrijana Krasniqi, szwedzka piosenkarka, autorka tekstów pochodzenia albańsko-macedońskiego
  - Adam Wąsowski, polski piłkarz ręczny
- 5 listopada – Jordan Bone, amerykański koszykarz
- 6 listopada:
  - Aliona Bolsova, hiszpańska tenisistka pochodzenia mołdawskiego
  - Aleksander Dziewa, polski koszykarz
  - Abadi Hadis, etiopski lekkoatleta, długodystansowiec (zm. 2020)
  - Elena-Gabriela Ruse, rumuńska tenisistka
  - Hero Fiennes Tiffin, brytyjski aktor, model
- 7 listopada:
  - Dawid Bajew, rosyjski zapaśnik pochodzenia osetyjskiego
  - Justyna Iskrzycka, polska kajakarka
  - Bradley de Nooijer, holenderski piłkarz
  - Elisha Owusu, francuski piłkarz pochodzenia ghańskiego
  - Elisabeth Raudaschl, austriacka skoczkini narciarska
  - Celine Van Gestel, belgijska siatkarka
  - Janni Reisenauer, austriacki skoczek narciarski
- 9 listopada:
  - Justyna Możdżonek, polska tancerka, choreografka
  - Matías Viña, urugwajski piłkarz
- 10 listopada:
  - Boris Babic, szwajcarski piłkarz pochodzenia serbskiego
  - Daniel James, walijski piłkarz
  - Marios Jeorjiu, cypryjski gimnastyk
  - Giovanna Scoccimarro, niemiecka judoczka pochodzenia włoskiego
  - Jurij Wakułko, ukraiński piłkarz
- 13 listopada:
  - Aryan Khan, bollywoodzki aktor dziecięcy
  - Brent Kinsman, amerykański aktor
  - Shane Kinsman, amerykański aktor
- 15 listopada:
  - Paula Badosa Gibert, hiszpańska tenisistka
  - Wiktor Cyhankow, ukraiński piłkarz
  - Emmanuel Dennis, nigeryjski piłkarz
  - Aaron Leya Iseka, belgijski piłkarz pochodzenia kongijskiego
  - Yudaris Sánchez, kubańska zapaśniczka
- 17 listopada:
  - Dragan Bender, chorwacki koszykarz
  - Dawid Czerw, polski szachista
- 18 listopada:
  - Jasir Iszhata Abbadi Ahmad, egipski zapaśnik
  - Robert Sánchez, hiszpański piłkarz, bramkarz
  - Kamila Żuk, polska biathlonistka
- 19 listopada:
  - Zach Collins, amerykański koszykarz
  - Rachel Parsons, amerykańska łyżwiarka figurowa
- 20 listopada – Szymon Ryżek, polski koszykarz
- 21 listopada:
  - Gao Xinyu, chińska tenisistka
  - Toni Lato, hiszpański piłkarz
- 24 listopada:
  - Patrick Berg, norweski piłkarz
  - Patrycja Michalczyk, polska piłkarka
  - Marco Richter, niemiecki piłkarz
- 26 listopada:
  - Hanna Kebinger, niemiecka biathlonistka
  - Faruku Miya, ugandyjski piłkarz
  - Robeilys Peinado, wenezuelska lekkoatletka, tyczkarka
  - Aaron Wan-Bissaka, angielski piłkarz pochodzenia kongijskiego
- 28 listopada – Julija Łewczenko, ukraińska lekkoatletka, skoczkini wzwyż
- 29 listopada:
  - Agata Kryger, polska łyżwiarka figurowa
  - Nick Richards, jamajski koszykarz
  - Ye Qiuyu, chińska tenisistka
- 30 listopada:
  - Bolormaagijn Dölgöön, mongolska zapaśniczka
  - Magali Kempen, belgijska tenisistka
  - Liu Huixia, chińska skoczkini do wody
  - Anastazja Szoszyna, polsko-ukraińska tenisistka

### Grudzień
- 1 grudnia – De’Andre Hunter, amerykański koszykarz
- 2 grudnia:
  - Leanco Stans, południowoafrykańska zapaśniczka
  - Luis Suárez, kolumbijski piłkarz
- 3 grudnia:
  - Eryk Hampel, polski lekkoatleta, sprinter
  - Ogbonna John, nigeryjski zapaśnik
  - Jineiry Martínez, dominikańska siatkarka
  - Michael Norman, amerykański lekkoatleta, sprinter
  - January Sobczak, polski koszykarz
- 4 grudnia:
  - Rushelle Burton, jamajska lekkoatletka, płotkarka
  - Martina Capurro Taborda, argentyńska tenisistka
  - Maxime Lopez, francuski piłkarz pochodzenia hiszpańsko-algierskiego
  - Salahdine Parnasse, francuski zawodnik MMA
- 6 grudnia:
  - Sabrina Ionescu, amerykańska koszykarka pochodzenia rumuńskiego
  - Randy Nteka, francuski piłkarz
- 7 grudnia – Jelizawieta Szabanowa, rosyjska koszykarka
- 8 grudnia:
  - Jakub Kuzdra, polski piłkarz
  - Sam Hauser, amerykański koszykarz
- 9 grudnia:
  - Alexander Bah, duński piłkarz
  - Harvey Barnes, angielski piłkarz
  - Gaspar Panadero, hiszpański piłkarz
  - Zach Norvell, amerykański koszykarz
- 10 grudnia:
  - Arjun Maini, indyjski kierowca wyścigowy
  - Marta Śrutwa, polska akrobatka
- 12 grudnia:
  - Yanis David, francuska lekkoatletka, skoczkini w dal i trójskoczkini
  - Ravi Kumar, indyjski zapaśnik
- 13 grudnia:
  - Daniel Doheny, kanadyjski aktor
  - Łukasz Gogola, polski piłkarz ręczny
  - Dávid Hancko, słowacki piłkarz
  - Leyla Tanlar, turecka aktorka, modelka
- 15 grudnia:
  - Magdalena Fręch, polska tenisistka
  - Gao Tingyu, chiński łyżwiarz szybki
  - Eric Lu, amerykański pianista pochodzenia chińskiego
  - Manuela Malsiner, włoska skoczkini narciarska
  - Song Ji-woo, południowokoreańska aktorka
- 16 grudnia:
  - Bassam Al-Rawi, katarski piłkarz pochodzenia irackiego
  - Zara Larsson, szwedzka piosenkarka
- 17 grudnia:
  - Naiktha Bains, brytyjska tenisistka
  - Marija Kuzniecowa, rosyjska zapaśniczka
  - Imani Lansiquot, brytyjska lekkoatletka, sprinterka
  - Shōma Uno, japoński łyżwiarz figurowy
- 19 grudnia:
  - Lizette Cabrera, australijska tenisistka
  - Gabriel, brazylijski piłkarz
  - Matheus Henrique, brazylijski piłkarz
  - Alex Insam, włoski skoczek narciarski
  - Hubert Jabłoński, polski wokalista, autor tekstów, członek boys bandu NEO
  - Aleksandra Ostrowska, polska lekkoatletka, oszczepniczka
  - Fikayo Tomori, angielski piłkarz pochodzenia nigeryjskiego
- 20 grudnia:
  - Stan Dewulf, belgijski kolarz szosowy
  - De'Aaron Fox, amerykański koszykarz
  - Suzuka Nakamoto, japońska piosenkarka, modelka
  - Salomé Nyirarukundo, rwandyjska lekkoatletka, biegaczka
  - Sofja Proswirnowa, rosyjska łyżwiarka szybka, specjalistka short tracku
- 21 grudnia:
  - Xavier Sneed, amerykański koszykarz
  - Madelyn Cline, amerykańska aktorka
  - Charlie McAvoy, amerykański hokeista
- 22 grudnia:
  - Aleem Ford, amerykański koszykarz
  - Sonja Milatović, czarnogórska polityczka
  - Guus Til, holenderski piłkarz pochodzenia zambijskiego
  - Wiktoria Wojewódzka, polska lekkoatletka, tyczkarka
- 23 grudnia – Carlik Jones, amerykański koszykarz
- 24 grudnia:
  - Ivana Dojkić, chorwacka koszykarka
  - Wendy Martínez, meksykańska zapaśniczka
  - Neeraj Chopra, indyjski lekkoatleta, oszczepnik
  - Jamorko Pickett, amerykański koszykarz
- 26 grudnia – Tamara Zidanšek, słoweńska tenisistka
- 27 grudnia:
  - Javier Concepción, kubański siatkarz
  - Ana Konjuh, chorwacka tenisistka
- 30 grudnia:
  - Jakub Jakubik, polski aktor, aktor dubbingowy, reżyser i drugi reżyser
  - Dru Smith, amerykański koszykarz
- 31 grudnia:
  - Ilzat Achmietow, rosyjski piłkarz pochodzenia ujgurskiego
  - Ludovic Blas, francuski piłkarz
  - Cameron Carter-Vickers, amerykański piłkarz
  - Moctar Sidi El Hacen, mauretański piłkarz
  - Kjerstin Boge Solås, norweska piłkarka ręczna

## Zdarzenia astronomiczne
- 9 marca – całkowite zaćmienie Słońca
- 24 marca – zaćmienie Księżyca
- marzec-kwiecień – widoczna nieuzbrojonym okiem kometa Hale-Bopp w maksimum jasności
- 2 września – częściowe zaćmienie Słońca
- 16 września – zaćmienie Księżyca

## Nagrody Nobla
- z fizyki – Steven Chu, Claude Cohen-Tannoudji, William D. Phillips
- z chemii – Paul D. Boyer, John E. Walker, Jens C. Skou
- z medycyny – Stanley B. Prusiner za badania nad prionami
- z literatury – Dario Fo
- nagroda pokojowa – Międzynarodowa Kampania na rzecz Zakazu Min Przeciwpiechotnych, Jody Williams
- z ekonomii – Robert Merton, Myron Scholes

## Święta ruchome
- Tłusty czwartek: 6 lutego
- Ostatki: 11 lutego
- Popielec: 12 lutego
- Niedziela Palmowa: 23 marca
- Pamiątka śmierci Jezusa Chrystusa: 23 marca
- Wielki Czwartek: 27 marca
- Wielki Piątek: 28 marca
- Wielka Sobota: 29 marca
- Wielkanoc: 30 marca
- Poniedziałek Wielkanocny: 31 marca
- Wniebowstąpienie Pańskie: 8 maja
- Zesłanie Ducha Świętego: 18 maja
- Boże Ciało: 29 maja